# Aborigines

Flagge der Aborigines

Aborigines (englisch [ˌæbəˈɹɪdʒɪniːz], „Ureinwohner“) ist eine verbreitete Sammelbezeichnung für die indigenen Völker Australiens. Ihre Vorfahren besiedelten vor etwa 40.000 bis 60.000 Jahren den Kontinent vom Norden ausgehend.
Aborigines bezeichnet als Sammelbegriff Ethnien, also Völker, Stämme oder Clans, mit oft höchst unterschiedlichen Gebräuchen und Sprachen. Je nach Definition und Quelle gab es vor der Ankunft der Briten etwa 200 bis 700 verschiedene Stämme der Aborigines, die vorwiegend als Jäger und Sammler lebten. Mit der Ankunft der Europäer ab 1788 sank ihre Zahl von geschätzten 300.000 bis 1.000.000 Einwohnern auf 60.000 im Jahr 1920, vor allem wegen eingeschleppter Krankheiten, aber auch durch gewaltsame Konflikte mit den Siedlern um Landrechte.
Etwa drei Viertel der 2006 rund 464.000 Aborigines leben in Städten und haben sich weitgehend der modernen Lebensweise angepasst, da die Behörden in Australien jahrzehntelang eine, oft gewaltsame, Assimilationspolitik betrieben. Am ehesten blieben die Traditionen der Aborigines im Northern Territory erhalten, wo die Europäer erst spät siedelten. Dort leben sie in den meisten Orten unter sich, weswegen hier auch noch fast 60 % der Aborigines zu Hause eine der indigenen australischen Sprachen sprechen.

## Name

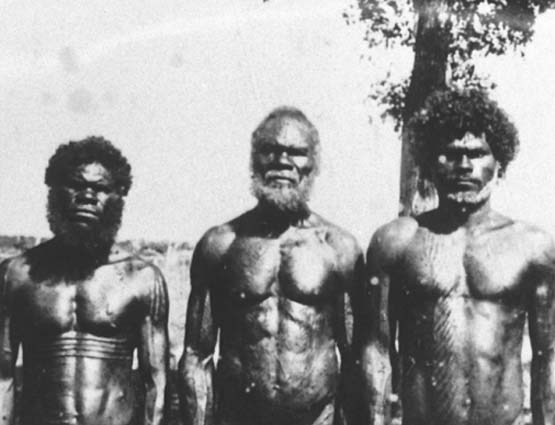
Aborigines der Bathurst-Insel 1938

Das Wort Aborigine (aus dem lateinischen ab origine „von Beginn an“) bedeutet im Englischen allgemein Ureinwohner; es war ursprünglich die Bezeichnung für die Ureinwohner in Latium (Aborigines (Italien)), einer Region im zentralen Italien. Als Name speziell für die Ureinwohner Australiens wurde es erstmals 1803 schriftlich dokumentiert. Heute gilt Aborigines in Australien als abwertend, veraltet und unangemessen und wird unter anderem durch Aboriginal ersetzt. Zur Begründung heißt es, das Substantiv Aborigines verweise auf die koloniale Vergangenheit des Kontinents und lasse die australischen Ureinwohner als einheitliche Masse erscheinen. Dagegen werde durch das substantivisch verwendete Adjektiv Aboriginal die Vielzahl und Unterschiedlichkeit der so bezeichneten Gruppen anerkannt. Sich selbst bezeichnen Aborigines meist in ihren jeweiligen Sprachen, zum Beispiel Koori im Südosten Australiens, Yoingu im Norden, Murri im Osten, Nanga im Süden, Wonghi im Westen, Nyungar im Südwesten, oder Anangu im Zentrum. In englischer Sprache nennen sie sich black fellas. Die deutsche Sprache benutzt weiterhin den Begriff Aborigine.
Im deutschen Sprachgebrauch werden unter dem Begriff Aborigines meist alle Ureinwohner des Kontinents verstanden, während man in Australien zwischen Aborigines und den Torres-Strait-Insulanern, den ursprünglichen Bewohnern der Inseln in der Torres-Straße in der Meerenge zwischen dem australischen Kontinent und Neuguinea unterscheidet. Im dortigen Sprachgebrauch spricht man von den Aboriginals and Torres Strait Islanders, First Australians oder Indigenous People, wenn die Gesamtheit der Ureinwohner des Staates Australien und deren Abkömmlinge bezeichnet werden soll.
Mit Australneger wurden früher im deutschsprachigen Raum die Aborigines Australiens bezeichnet. Dieser Begriff stammt aus den Rassentheorien, die vor allem im 19. und bis in die Mitte des 20. Jahrhunderts weit verbreitet und einflussreich waren; sie gelten heute als überholt und wissenschaftlich nicht mehr haltbar.
Eine Person wird als Aborigine definiert, wenn sie Nachkomme von Aborigines ist, sich selbst als Aborigine bezeichnet und von der Gemeinschaft, in der sie lebt, als solche akzeptiert wird.

## Kulturareale

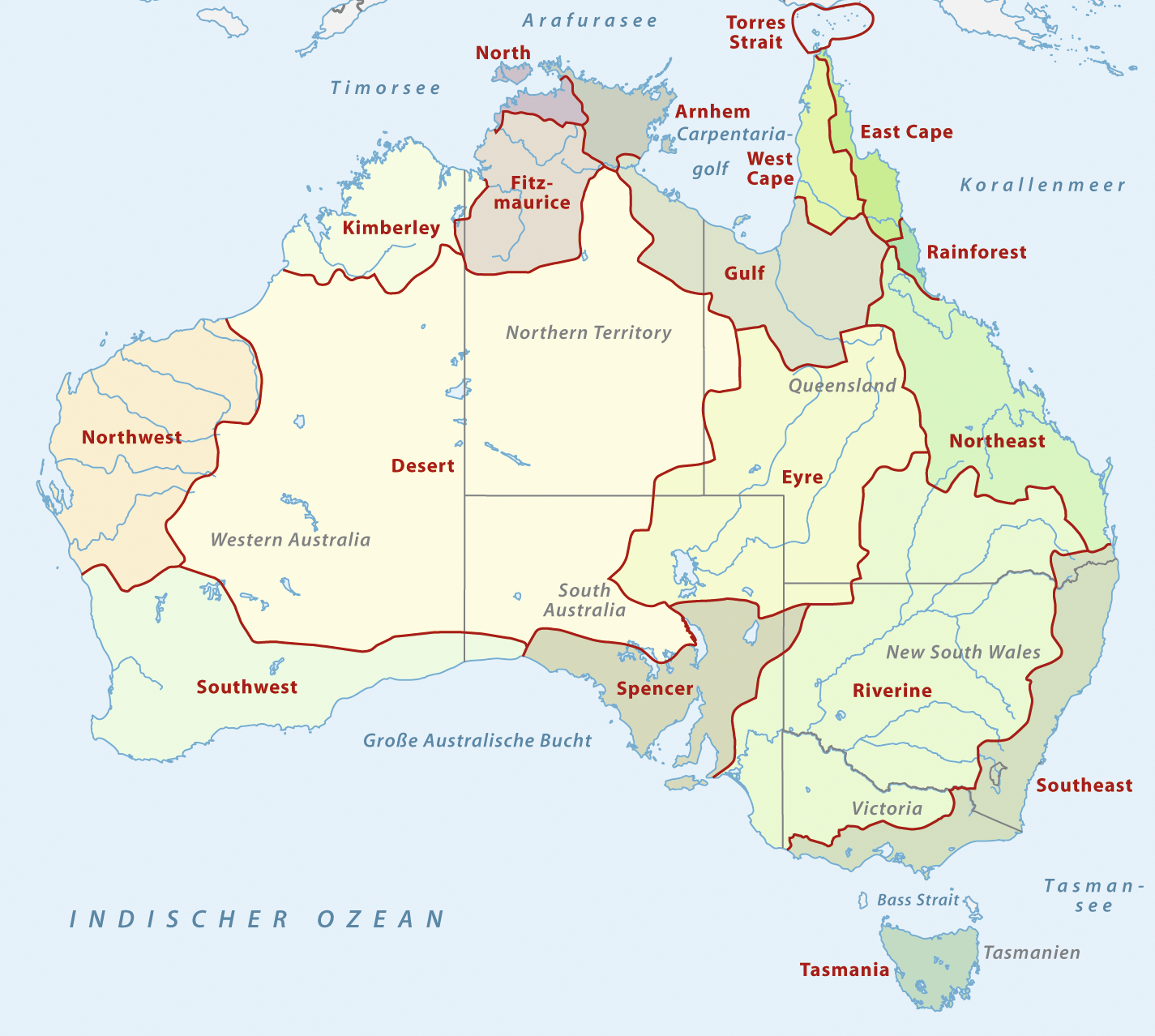
Kulturareale Australiens

Aufgrund der gemeinsamen Abstammungslinie der australischen Population, der mindestens 35.000 Jahre währenden Isolation sowie der vielfältigen gemeinsamen Kulturmerkmale wird Australien auf der globalen Maßstabsebene als eigenes Kulturareal betrachtet.
Basierend auf der Arbeit von Nicolas Peterson wurden die australischen Ethnien nochmals in weitere 17 Kulturareale untergliedert. Grundlage von Petersons Arbeit waren die Haupt-Wasserrouten und ihr Verlauf: Er postulierte, dass die Gruppen der Aborigines entlang der Wasserquellen lebten, dass entlang der Wasserverläufe Wechselbeziehungen zwischen den Gruppen entstanden, die einen kulturellen Austausch, verbunden mit einer relativen kulturellen Homogenität, ermöglichten. Dagegen hätten die Bereiche zwischen den Wasserläufen wegen der Wasser- und Nahrungsarmut natürliche Barrieren gebildet, so dass Beziehungen zu Menschen an anderen Flusssystemen weniger häufig auftraten.
Das flächenmäßig größte Kulturareal ist das Kulturareal Desert, das etwa 40 % des Landes bedeckt und die ariden Teile des Landes mit der Simpsonwüste, Gibsonwüste, der Großen Sandwüste sowie mehreren kleineren Wüsten umfasst.

## Geschichte

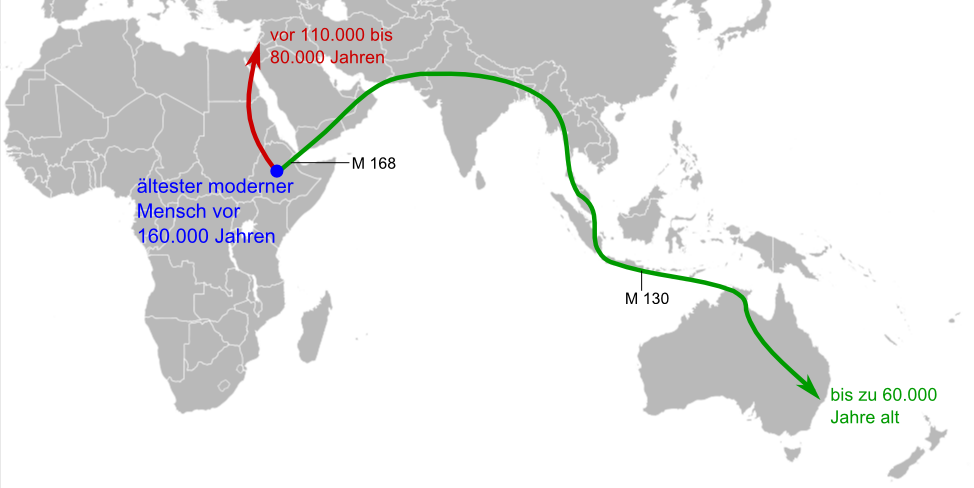
Erste Wanderungen in den Nahen Osten und nach Australien (M 168 und M 130 bezeichnen Marker im Y-Chromosom)

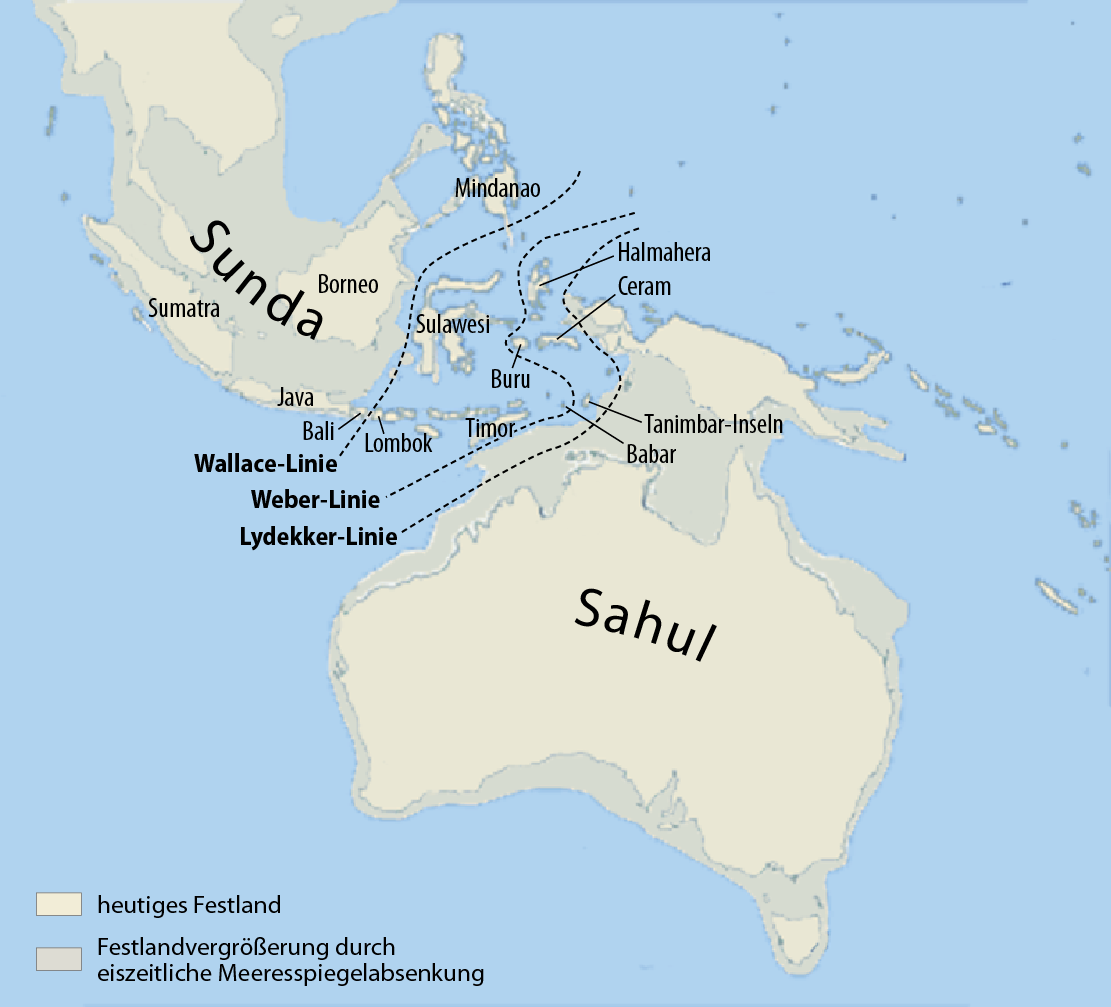
Karte mit Sahul

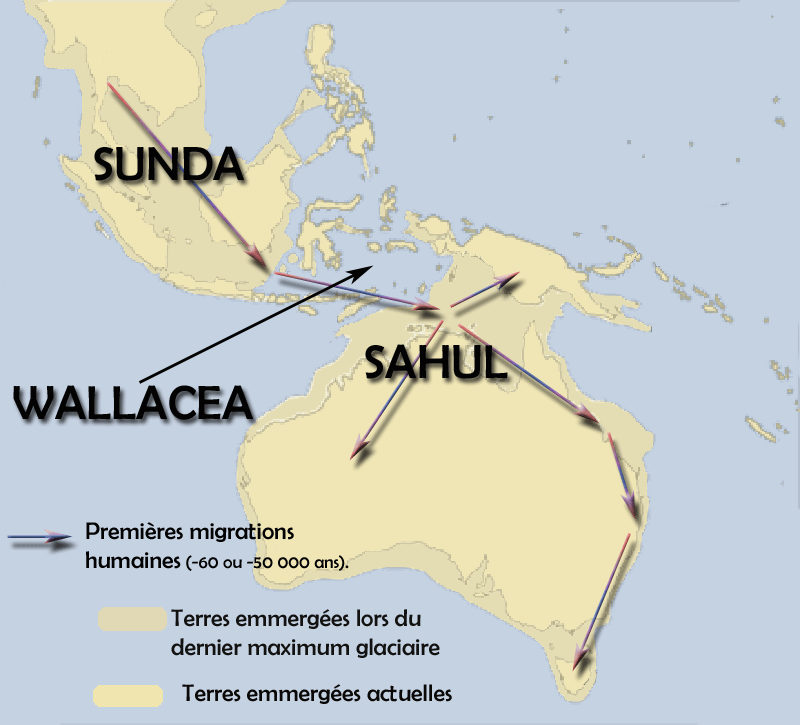
Verlaufswege der ersten menschlichen Migrationen über die Sunda und Sahul. Um 60.000 bis 50.000 Jahre v. Chr. Grau-gelb: Gebiete, die während der letzten Kaltzeit oberhalb des Meeresspiegels lagen.

### Vorgeschichte
Der Zeitpunkt, an dem die indigene Bevölkerung Australien erreichte, ist nicht geklärt. Mitochondriale DNA-Vergleiche (mtDNA) lassen darauf schließen, dass Aborigines Nachfahren von Menschen einer der ersten Emigrationswellen aus Afrika sind. Diese Vorfahren haben Afrika vor 100.000 bis 130.000 Jahren verlassen, um sich über Europa, Asien und entlang der Küste Südostasiens bis nach Australien auszubreiten.
David Reich (2010) von der Harvard University fand in Zusammenarbeit mit Mark Stoneking (1997) vom Team des Max-Planck-Instituts für evolutionäre Anthropologie zudem genetische Belege dafür, dass die Aborigines sowie kleinere verstreute Gruppen von Menschen in Südostasien, sogenannte Negrito-Völker wie die Mamanwa auf den Philippinen, ebenfalls DNA der Denisova-Menschen besitzen. Allerdings besitzen nicht alle Negrito-Völker DNA der Denisova-Menschen; bei den Onge, Ureinwohnern der Insel Little Andaman, und bei malaysischen Jehai wurde beispielsweise festgestellt, dass sie kein nachweisbares Denisova-Erbgut besitzen. Diese Daten wurden dahingehend interpretiert, dass der Genfluss auf dem südostasiatischen Festland stattgefunden haben könnte, und legen nahe, dass die Denisova-Menschen einstmals weit in Ostasien verbreitet waren.
Australien war zu dieser Zeit Teil des Kontinents Sahul und mit Neuguinea über eine Landbrücke verbunden. Eine Landbrücke zum asiatischen Festland hat aber nie bestanden, so dass eine Besiedlung Groß-Australiens nicht ohne Überwindung des Wallacea-Meeres möglich gewesen wäre. Schwimmend wäre das nicht möglich gewesen, und da die Erfindung seetauglicher Boote vor über 60.000 Jahren als sehr unwahrscheinlich gilt, wird eine sehr frühe Besiedlung Australiens überwiegend abgelehnt. Einige gehen gleichwohl von einer ersten, sehr frühen Einwanderungswelle von Menschen aus, die wegen der Toba-Katastrophe vor etwa 75.000 Jahren fast vollständig ausgestorben seien, weswegen eine engere genetische Verwandtschaft von Aborigines nur noch mit den Papua-Völkern in den Bergen Neuguineas und einigen indischen Volksgruppen, wie den Veddas, besteht. Der Rest Asiens wurde von einer zweiten Auswanderungswelle aus Afrika wiederbesiedelt.

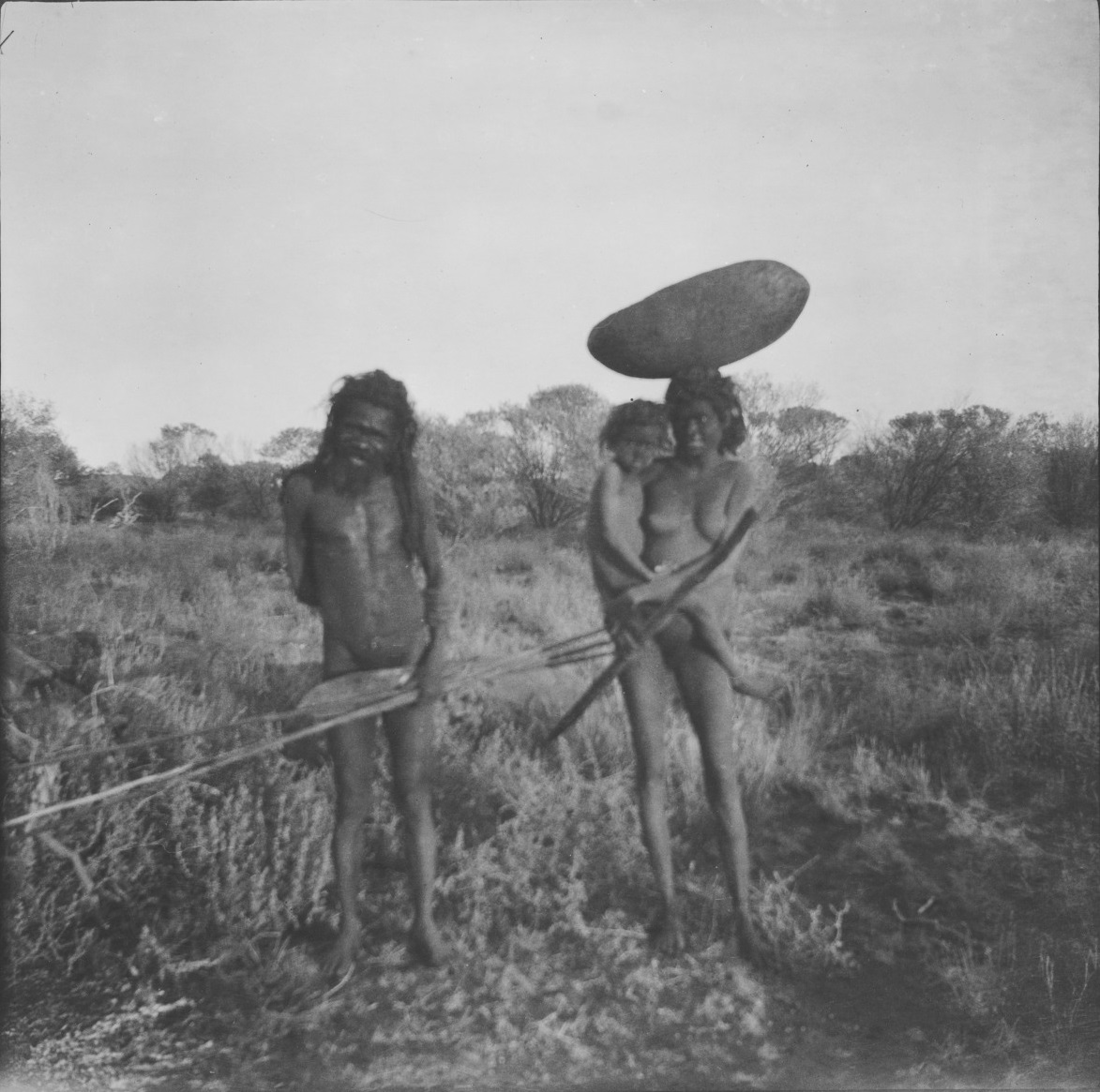
Giles West Camp, South Australia 1903

Für die Ankunft der Aborigines wird am häufigsten ein Zeitraum zwischen 40.000 und 50.000 v. Chr. genannt. Das etwas präzisere Datum von 48.000 v. Chr. basiert auf Messungen von Siedlungen in Nordaustralien mithilfe der Thermolumineszenzdatierung. Bei vielen anderen Fundstätten wurden durch Radiokohlenstoffdatierung Daten von 38.000 v. Chr. gemessen. Diese Werte sind zweifelhaft, da die Radiokarbon-Methode nur bis zu 30.000 Jahre gut messen kann.
Die Arbeitsgruppe um Alan Cooper führte eine großangelegte Untersuchung der mitochondrialen DNA von 111 australischen Ureinwohnern durch, die aus Archivmaterial aus der Zeit von 1920 bis 1970 mit Einverständnis der Teilnehmer von der Universität Adelaide aufbewahrt und zur Verfügung gestellt worden war.
Es bestätigte sich darin, dass die Einwanderung vor circa 50.000 Jahren von Asien her begann. Die Ausbreitungswege, so Cooper et al., erfolgten über den gemeinsamen Kontinent Sahul sowohl entlang der Ostküste als auch der Westküste Australiens. Dabei bildeten die immigrierenden menschlichen Gruppen einzelne lokale und beständige Gemeinschaften aus. Diese Vermutung wird durch die Untersuchungen einiger Linguisten belegt, da sich viele australische Sprachen isoliert entwickelten.
Genetische Untersuchungen haben ergeben, dass die Aborigines einer Auswanderungswelle aus Afrika vor 62.000–75.000 Jahren entstammen. Weitere genetische Studien setzen ihre Etablierung als eigenständige Kulturgruppe auf ein Alter von 50.000 Jahren. Sie trafen auf ihrem Weg nach Australien auf verschiedene andere Hominiden, darunter eine bisher unbekannte Gruppe, deren Gene rund 4 % zu denen der australischen Ureinwohner beigetragen haben. Die australischen Ureinwohner sind damit die frühesten kontinuierlichen Vertreter des modernen Menschen außerhalb Afrikas, denn die heutigen Europäer und Asiaten lassen sich auf eine weitere Auswanderungswelle 24.000 Jahre später zurückführen.
Am Warratyi-Felsüberhang in den Flinders Ranges im Bundesstaat South Australia konnten im Jahr 2016 Spuren menschlicher Aktivität gesichert werden, deren Alter auf 45.000 bis 49.000 Jahre datiert wurde. Dieses Datum liegt rund 10.000 Jahre vor dem bis dahin akzeptierten Datum für die Besiedlung des inneren Australien. Die Fundstelle hat ebenfalls gezeigt, dass Kunstwerke geschaffen und Werkzeuge von den Menschen benutzt wurden. Diese Funde sind die ältesten ihrer Art in Südostasien und Australien und sind jeweils ebenfalls 10.000 Jahre älter als die bisher bekannten Funde.
Der Mungo Man, dessen Überreste 1974 in der Nähe des Lake Mungo in New South Wales gefunden wurden, ist der älteste bisher in Australien gefundene Mensch. Auch wenn sein exaktes Alter unter Wissenschaftlern umstritten ist, geht man von etwa 40.000 Jahren aus. Nahebei wurde Mungo Lady aus demselben Zeitraum gefunden; bei ihr lässt sich ein komplexes Feuerbestattungs-Ritual nachweisen. Steinwerkzeuge, die am See gefunden wurden, konnten auf ein Alter von 50.000 Jahren bestimmt werden. Da sich der Lake Mungo im Südosten Australiens befindet, gehen viele Archäologen davon aus, dass die ersten Menschen einige tausend Jahre früher in Nordwest-Australien angekommen sein müssen.
Während Mungo Man wegen seiner Schädelform und seiner Größe als graziler Mensch eingestuft wurde, gab es in Kow Swamp (Victoria) Funde von menschlichen Überresten, die als robust eingeordnet und auf ein Alter von etwa 15.000 Jahren geschätzt werden. Zu dieser Zeit währte das letzte Maximum der jetzigen Eiszeit. Die unterschiedlichen Anatomien wurden herangezogen, um Theorien über zwei oder drei Immigrationswellen nach Australien zu untermauern. Es gibt aber keine systematischen Unterschiede in der mtDNA zwischen diesen Skeletttypen, weswegen wieder eher von einer einzigen frühen Immigrationswelle ausgegangen wird. Unterschiede im Aussehen werden nun als evolutionäre Anpassungen an die klimatisch kälteren Bedingungen durch Selektion sowie Genfluss erklärt.

### Nach 3000 v. Chr.
Vor etwa 4230 Jahren kam es zu einer Einwanderung von Menschen vom indischen Subkontinent und zur Vermischung mit den Aborigines. Zu dieser Zeit veränderte sich plötzlich die Verarbeitung von Pflanzenteilen und die Herstellung von Steinwerkzeugen. Auch ist zum Beispiel der Dingo vor etwa 4000 Jahren wahrscheinlich von Timor oder über Neuguinea mit Seefahrern nach Australien gekommen. Die heutigen Aborigines ähneln mittlerweile wieder eher der grazilen Form der Menschen.
Aus Makassar kamen möglicherweise seit dem 16. Jahrhundert, sicher ab etwa 1700, jedes Jahr zur Regenzeit Sammler von Seegurken für mehrere Wochen an die Nordküste und insbesondere ins Arnhemland, wo dieser Aufenthalt die Kultur der Yolngu beeinflusste. Der erste Europäer, der nachweislich auf Aborigines traf, war Willem Jansz, der 1606 die Westküste Australiens betrat. Danach folgte eine ganze Reihe weiterer Entdecker.
Dagegen lebten die Tasmanier seit dem Ende der Eiszeit seit etwa 12.000 Jahren von den Aborigines des Festlandes isoliert. Mit steigendem Wasserpegel entstand die 250 km weite Bass-Straße, die Tasmanien vom Festland trennte.
Die Aborigines überstanden alle Klimaveränderungen und passten sich erfolgreich der wechselnden Umwelt an. Es gibt große Debatten darüber, inwieweit sie ihre Umwelt selbst verändert haben. Eine Diskussion dreht sich um die Rolle der Aborigines bei der Ausrottung der Megafauna der Beuteltiere. Manche schreiben dieses Verschwinden dem Klimawechsel zu, andere glauben, dass die Tiere aufgrund ihrer Langsamkeit und Arglosigkeit einfache Beute waren. Eine dritte Möglichkeit wäre, dass das Aussterben durch menschliche Veränderungen an der Umwelt, vor allem durch Feuer, indirekt verursacht wurde.
Es gibt Beweise dafür, dass im Laufe der Zeit innerhalb der indigenen australischen Kultur eine substantielle Änderung vorging. Felsmalereien an verschiedenen Plätzen in Nordaustralien zeigen deutlich verschiedene Stile, die sich mit verschiedenen historischen Perioden verknüpfen lassen. Einige dieser Felsmalereien legen nahe, dass die letzte große Eiszeit vor 20.000 Jahren mit einer kontinentalen Trockenheit und einer Verbreitung von Sanddünen mit gesunkener Aktivität und größerer Spezialisierung bei der Benutzung von Materialien und Nahrungsmitteln bei den Aborigines einherging.

### Nach 1788
Die britische Kolonisation Australiens begann 1788 mit der Ankunft der First Fleet in der Botany Bay. Die ersten Kontakte zwischen den Mitgliedern der ersten Flotte unter Arthur Phillip und den Aborigines sollen zunächst vorwiegend friedlich gewesen sein, da Phillip anwies, die Aborigines gut zu behandeln. Man betrieb Handel mit Lebensmitteln, weil die Kolonisten sich noch nicht selbst versorgen konnten. Bennelong, ein Mitglied der Eora, war ein Vermittler zwischen den beiden Kulturen, der Englisch lernte und seine Sprache lehrte und so zu einer Verständigung beitrug.

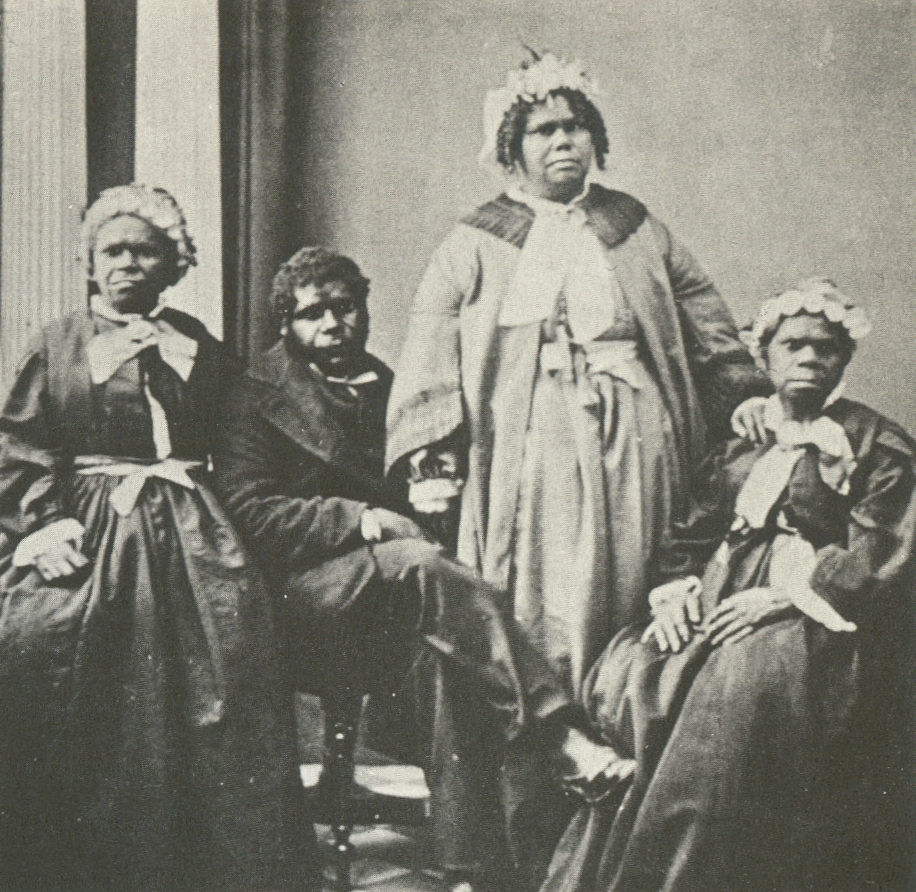
Die letzte Gruppe von Tasmaniern, etwa 1860. Truganini sitzt rechts.

Nach Schätzungen des Australian Bureau of Statistics sank die Bevölkerung der Aborigines von den ursprünglich 300.000 bis 1 Million bis 1920 auf 60.000. Große Teile der Aborigines starben an eingeschleppten Krankheiten wie Influenza oder bei der Pockenepidemie von 1789, bei der unter anderem mehr als 50 % der Darug starben. Sterilität von Frauen nahm wegen Geschlechtskrankheiten zu, die sie sich vor allem durch Prostitution und Sexsklaverei zuzogen. Nach Schätzungen von Henry Reynolds starben bei gewaltsamen Auseinandersetzungen 3000 Siedler und 20.000 Aborigines. Im 19. und frühen 20. Jahrhundert kam es zu vielen, zum Teil tödlichen Auseinandersetzungen und einer Welle von Massakern an Aborigines, wie zum Beispiel dem Myall-Creek-Massaker oder dem Cape-Grim-Massaker, an denen in einigen Fällen auch das Native-Police-Corps teilnahm, eine Polizeitruppe, die hauptsächlich aus Aborigines bestand. Auslöser von Konflikten war zumeist der Zugang zu Nahrungsquellen. Da Schafe und Rinder der Siedler Wasserlöcher und Grasland zerstörten, verloren Aborigines ihre Lebensgrundlage und begannen stattdessen, das Vieh der Siedler zu jagen, um sich zu ernähren. Hinzu kam, dass Aborigines etwas wie Landbesitz nicht kannten; sie verstehen sich vielmehr als Bewahrer des Landes, das sie pflegen und hüten, dem sie aber auch entnehmen können, was sie brauchen, solange es dadurch nicht gefährdet wird.
In einem Versuch, die Konflikte zu entschärfen, wurden den Völkern der Aborigines in der Mitte des 19. Jahrhunderts von einem Komitee der britischen Regierung Protektorate zugewiesen. Dort sollten sie sich nach dem Vorbild der Kolonialisten Siedlungen errichten und Landwirtschaft betreiben. In Tasmanien wurden bereits in den 1830er Jahren im Black War mit der Black Line die Tasmanier zusammengetrieben und nach Flinders Island deportiert. Der Begriff Black Line geht darauf zurück, dass die Soldaten schwarz gekleidet waren und in einer Linie im Abstand von einigen Metern zum Nebenmann die Einheimischen vor sich hergetrieben haben. Zuletzt wurde in der Western Desert in den 1950ern und 1960ern durchgesetzt, dass Aborigines ihre traditionelle Lebensweise als nomadische Jäger und Sammler aufgeben und auf dem Gebiet von Maralinga Tjarutja Atomwaffentests durchgeführt werden sollten. Eine kleine Gruppe aus dem Volk der Pintupi, genannt die Pintupi Nine, lebte noch bis 1984 als Vollnomaden in traditioneller Lebensweise.
Chief Protectors wie George Augustus Robinson oder die Aboriginal Protection Boards erhielten später aufgrund von Gesetzen wie dem Aboriginal Protection Act 1869 in Victoria weitgehende Rechte; zum Beispiel Kontrolle über die Aborigines hinsichtlich ihres Wohnortes, ihrer Arbeit, ihrer Heiraten, ihres sozialen Lebens und weiterer Aspekte sowie das Recht, über den Verbleib der Kinder zu entscheiden.
Ende des 19. Jahrhunderts errichteten christliche Kirchen auf den Gebieten der Aborigines Missionen, zum Beispiel Hermannsburg und begannen, nicht nur die christliche Lehre zu verbreiten, sondern auch medizinische Hilfe und Schulen anzubieten.
1883 entführte der Völkerschau–Impresario Robert A. Cunningham eine Gruppe von neun Aborigines in Queensland, um sie zuerst in Nordamerika und von 1884 bis 1887 in Europa zur Schau zu stellen. Die Aborigines wurden als „Wilde“ und „Kannibalen“ angekündigt. Während der Völkerschau starben sechs der neun Aborigines. Von 1892 bis 1898 tourte Cunningham mit einer zweiten Gruppe. Auch bei dieser Völkerschau verstarben sechs Personen.
Mit Beginn des 20. Jahrhunderts und bis in die 1970er Jahre wurden Kinder von Aborigines aus ihren Familien in den Reservaten systematisch zwangsweise entfernt und zur Adoption in weiße Familien oder in Missionen gegeben. Die Jungen wurden zu Farmhelfern ausgebildet, die Mädchen zu Haushaltshilfen. War das arbeitsfähige Alter erreicht, wurden sie an die umliegenden Farmen weitergeleitet. Diese Unmenschlichkeit ging mit dem Begriff Gestohlene Generationen (engl. stolen generation) in die australische und die Menschheitsgeschichte ein. Das hauptsächliche Ziel war es, insbesondere Aborigines mit teilweise weißen Vorfahren zu assimilieren und Teil der weißen Gesellschaft werden zu lassen. Es gab die Überzeugung, dass dadurch nach vier Generationen kein aboriginaler Genanteil mehr vorhanden ist. Betroffen waren je nach Region und Zeitraum etwa 1/10 bis 1/3 aller Kinder. Der Bericht Bringing them Home der Australian Human Rights Commission von 1997 setzte sich mit dem Thema der Gestohlenen Generationen auseinander und führte dazu, dass der National Sorry Day eingerichtet wurde.

## Politische Bewegungen der Aborigines

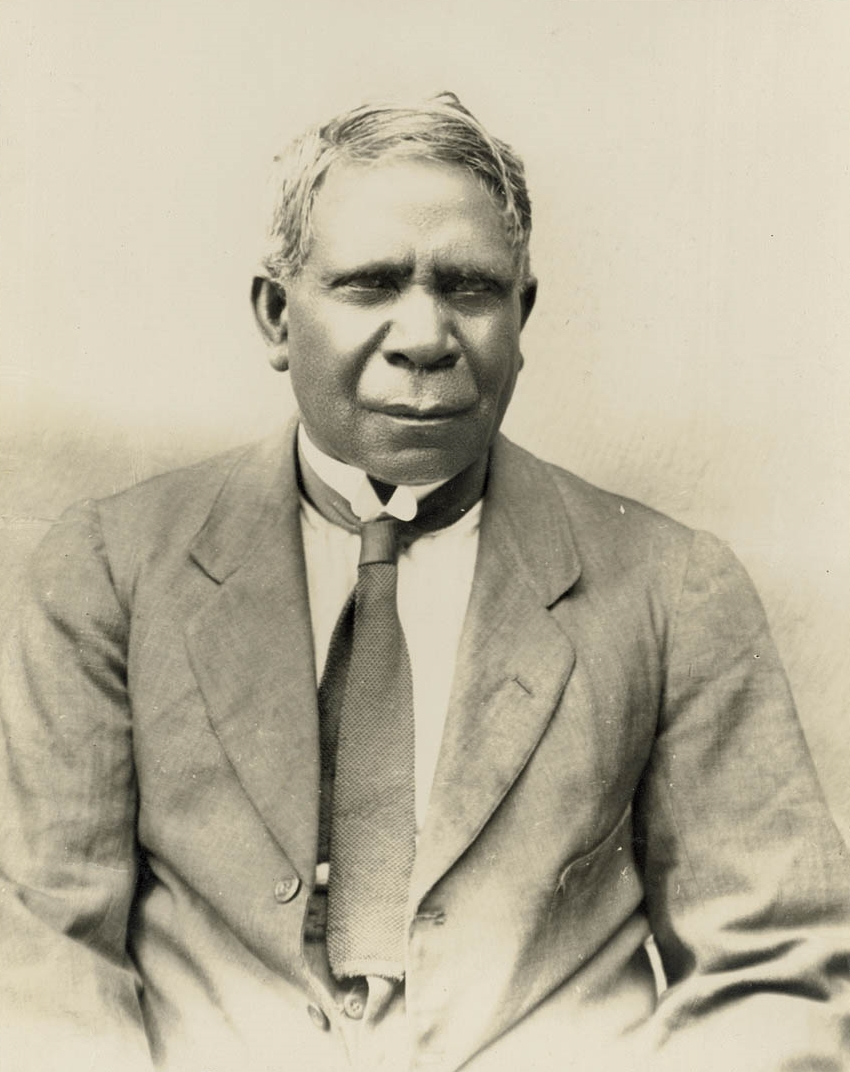
David Unaipon: Schriftsteller, Erfinder und Aktivist für die Rechte der Aborigines; heute auf dem 50-Dollar-Schein zu sehen

### Menschenrechte
Im Prinzip erhielten Aborigines das Wahlrecht als britische Staatsbürger zusammen mit den weißen Siedlern, als die australischen Kolonien in den 1850er Jahren ihre Selbstbestimmung erlangten. In der Folge führten Queensland 1885, Western Australia 1893 und auch die Northern Territory 1922 Gesetze ein, die die Aborigines ausdrücklich vom Wahlrecht ausschlossen. Dagegen wurde in South Australia das seit 1856 bestehende Wahlrecht für Briten 1895 mit der Einführung des Frauenwahlrechtes auf weibliche Aborigines ausgeweitet. Queensland war 1965 der letzte Staat, der Aborigines das Wahlrecht zugestand. Das häufig zitierte Referendum aus dem Jahr 1967 hat dagegen nichts mit dem Wahlrecht zu tun, sondern bestätigte, dass die Aborigines in der australischen Verfassung mit anderen Volksgruppen rechtlich gleichgestellt und in den Zensus aufgenommen werden sollten.
Obwohl Aborigines am Australia Day 1949 wie alle anderen bis dahin britischen Bürger die australische Staatsbürgerschaft erhielten, gab es allerdings je nach Staat oder Territory weiterhin Gesetze, die Aborigines in ihren Bürgerrechten einschränkten: Es gab Gesetze, die Ehen zwischen Weißen und Aborigines verboten; als Mündel des Staates war ihnen Alkohol verboten; es konnte weiterhin bestimmt werden, wo sie oder ihre Kinder lebten. Immer noch erhielten Aborigines keine Zuwendungen aus der staatlichen Alters- und Invalidenpension; erst 1964 erhielten sie das Recht, Immobilien zu besitzen. Ausnahmen gab es für die Veteranen des Zweiten Weltkrieges und ausnahmsweise wurden Aborigines wie dem Maler Albert Namatjira die vollen Bürgerrechte verliehen, wenn sie nachweisen konnten, dass sie eine „weiße“ Lebensweise führten.
Sowohl im Ersten als auch im Zweiten Weltkrieg hatten Aborigines als Soldaten teilgenommen, was sowohl die Einstellung der Aborigines zu der bestehenden Diskriminierung als auch die der Weißen veränderte. Bereits vor dem Zweiten Weltkrieg hatte sich die Internationale Arbeitsorganisation (ILO) mit Konventionen gegen Zwangsarbeit im Jahr 1930 und Arbeit durch Aborigines im Jahr 1936 befasst; Familien zu beschäftigen wurde geächtet. Ferner wurden diese Regelungen 1957 um die Rechte indigener Gruppen erweitert; Minderheiten wurden berechtigt, traditionelles Recht anzuwenden. In den folgenden 1950er Jahren entstand ein weltpolitisches Klima, das die breite Öffentlichkeit sensibilisierte: Australien verstieß gegen diese Konventionen und das nutzten Aborigines, um ihre Anliegen der Welt bekannt zu machen und Einfluss auf die Politik zu nehmen und sie zu verändern. Mit dem Racial Discrimination Act von 1975 soll der Diskriminierung aufgrund der Abstammung Einhalt geboten werden und alle diskriminierenden Gesetze, die in den Staaten oder Territorien noch existierten, wurden außer Kraft gesetzt.

### Politik und soziale Rechte

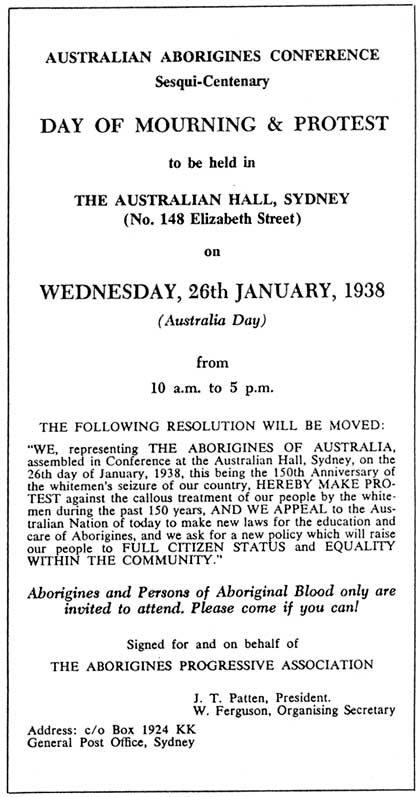
Protest von 1938: Day of Mourning

Nach dem Ersten Weltkrieg entstand im Jahr 1925 die Australian Aboriginal Progressive Association (AAPA), die erste politische Organisation, die soziale und politische Interessen der Aborigines formulierte, die gegen die Verschleppung von Aboriginekindern von ihren Familien sowie für freien Zugang zum Schulwesen, für Landrechte am traditionellen Siedlungsgebiet und gegen die Einflussnahme auf die Lebensverhältnisse durch die weiße Administration eintrat. Die AAPA löste sich wegen der systematischen Verfolgung durch die Polizei und durch den Aboriginal Protection Board im Jahr 1927 auf. In den 1930er Jahren führten Aborigines erste Streiks für bessere Verpflegung und Behandlung in von Europäern geführten christlichen Missionen, wie im Cummeragunja Walk-off von 1939, durch. Die erste monatliche Zeitschrift, die ein Aborigine, Jack Patten, für Aborigines herausbrachte, war die Abo Call.
Erste Forderungen nach vollen Bürgerrechten und nach Landrechten kamen auf. Es bildeten sich zwei politische Organisationen, die Australian Aborigines League und die Aborigines Progressive Association, die diese Forderungen formulierten. Diese Entwicklung zeigte Erfolge, denn es gelang ihnen, den Day of Mourning als Protesttag durchzusetzen und eine Kontrollorganisation über das Leben der Aborigines, das Aboriginal Protection Board, im Jahr 1940 aufzulösen. Der Weltkrieg beendete die sich entwickelnde politische Opposition.
1946 begannen Aborigines wieder gegen ihre Lebensbedingungen aufzubegehren: Im Mittelpunkt stand zunächst ihre Bezahlung als Viehtreiber; mit Streiks, wie dem Aboriginal Stockmen’s Strike/Pilbara Strike, der von 600 Viehtreibern bis 1949 durchgeführt wurde, versuchten sie durchzusetzen, dass sie nicht nur mit Naturalien oder sehr geringen Löhnen entlohnt wurden.
Im 19. und 20. Jahrhundert wurden vom Staat Teile des Gehaltes von Aborigines einbehalten, was heutzutage als Stolen Wages (Gestohlene Löhne) gilt und entsprechende Forderungen nach Auszahlung nach sich zieht. Historiker schätzen, dass mehrere zehntausend Aborigines von den Stohlen Wages in Australien betroffen waren. In das Palm-Island-Aborigines-Reservat in Queensland, das größte in diesem australischen Bundesstaat, wurden 3490 Aborigines in der Zeit von 1918 bis 1972 deportiert. Dieser Bundesstaat wurde 1997 auf Zahlung verklagt. Entsprechend des Urteils, das 1998 erging, konnten diejenigen, die vor dem 31. Mai 1951 geboren wurden, eine Entschädigung von AU 4000,00 und alle anderen danach geborenen AU 2000,00 erhalten.
Die Aborigines engagierten sich in den 1970er Jahren auch international gegen Rassismus. Im Jahr 1971 gab es massive Protest gegen die Apartheidpolitik um das Rugbynationalteam Südafrikas, genannt Springboks, das sich auf einer sechswöchigen Tour durch Australien befand. Die australische Regierung sah sich aufgrund der Proteste gezwungen, in Brisbane den Notstand auszurufen. Bekannt wurden Gary Foley und ein weiterer Aktivist, die aufgrund des Protests von der Polizei arrestiert wurden. Diese Auseinandersetzung hatte für den Sport Südafrikas Folgen, denn dadurch wurde die rassistische Politik Südafrikas weltweit angeprangert und rassistische Sportmannschaften international ausgeschlossen.
1972 wurde in Canberra, der Hauptstadt Australiens, die sogenannte Zelt-Botschaft errichtet, in der die Forderung nach einer Souveränität der Aborigines als eine eigenständige Nation zum Ausdruck gebracht wurde. Der letzte lebende Gründer der Zelt-Botschaft, Miachel Ghillar Anderson, ist derzeit der bedeutendste Vertreter dieser politischen Forderung.
In den 1970er Jahren entwickelte sich eine politische Bewegung der Aborigines, das Outstation Movement, die die Rücksiedlung in ihre angestammten Gebiete unter Berücksichtigung ihrer kulturellen und sozialen Interessen verfolgt. Gegründet wurden Siedlungen vor allem in abgelegenen Gebieten im Northern Territory, in Western Australia und Australien. Im Northern Territory leben etwa 30 Prozent der dortigen Aborigines in etwa 500 weit über das Land verstreuten Homelands. Der derzeit (2015) regierende Premierminister von Western Australia Colin Barnett plant etwa die Hälfte der 241 Out-Station-Siedlungen zu schließen. Unterstützt wird er dabei vom australischen Premierminister Tony Abbott, beide sind Mitglieder der Liberal Party of Australia.
Am 13. Februar 2013 verabschiedete das australische Unterhaus The Aboriginal and Torres Strait Islander Peoples Recognition Bill, ein Gesetz, das die Aborigines als erste Bewohner Australiens anerkennt. Dieses Gesetz – die Verabschiedung im Oberhaus galt als sicher – hätte allerdings um Verfassungsrang zu erhalten, durch ein Referendum bestätigt werden müssen. Ein diesbezügliches Referendum ist von der australischen Premierministerin Julia Gillard angekündigt worden, wurde jedoch nicht durchgeführt. Daher wurde die Gesetzesinitiative nach fünf Jahren am 28. März 2018 für „Self Ceasing“ („selbst erloschen“) erklärt.

### Landrechte

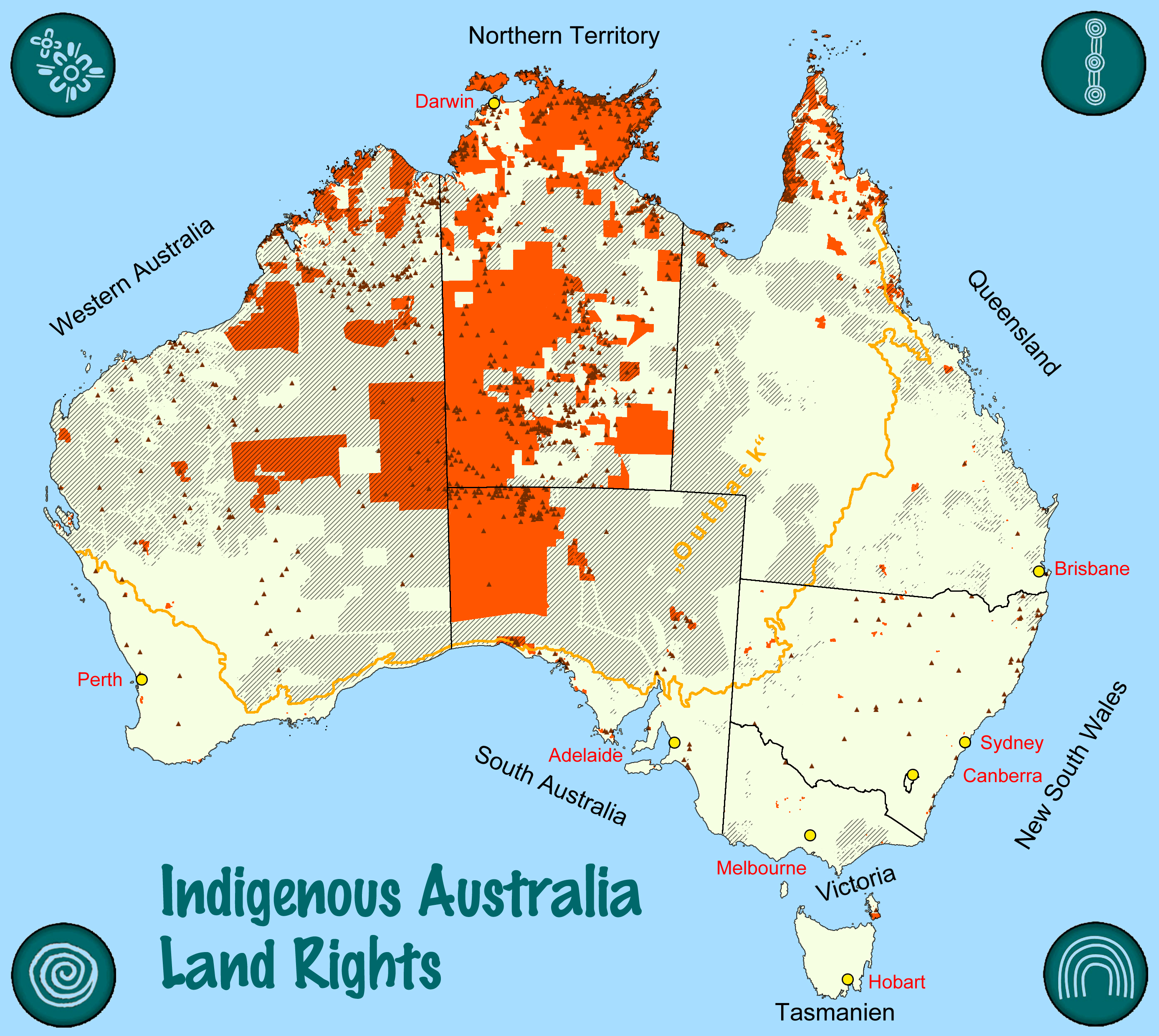
Landeigentum der Aborigines 2022
Land Rights Act-Gebiete▲ Lokale Gemeinschaften

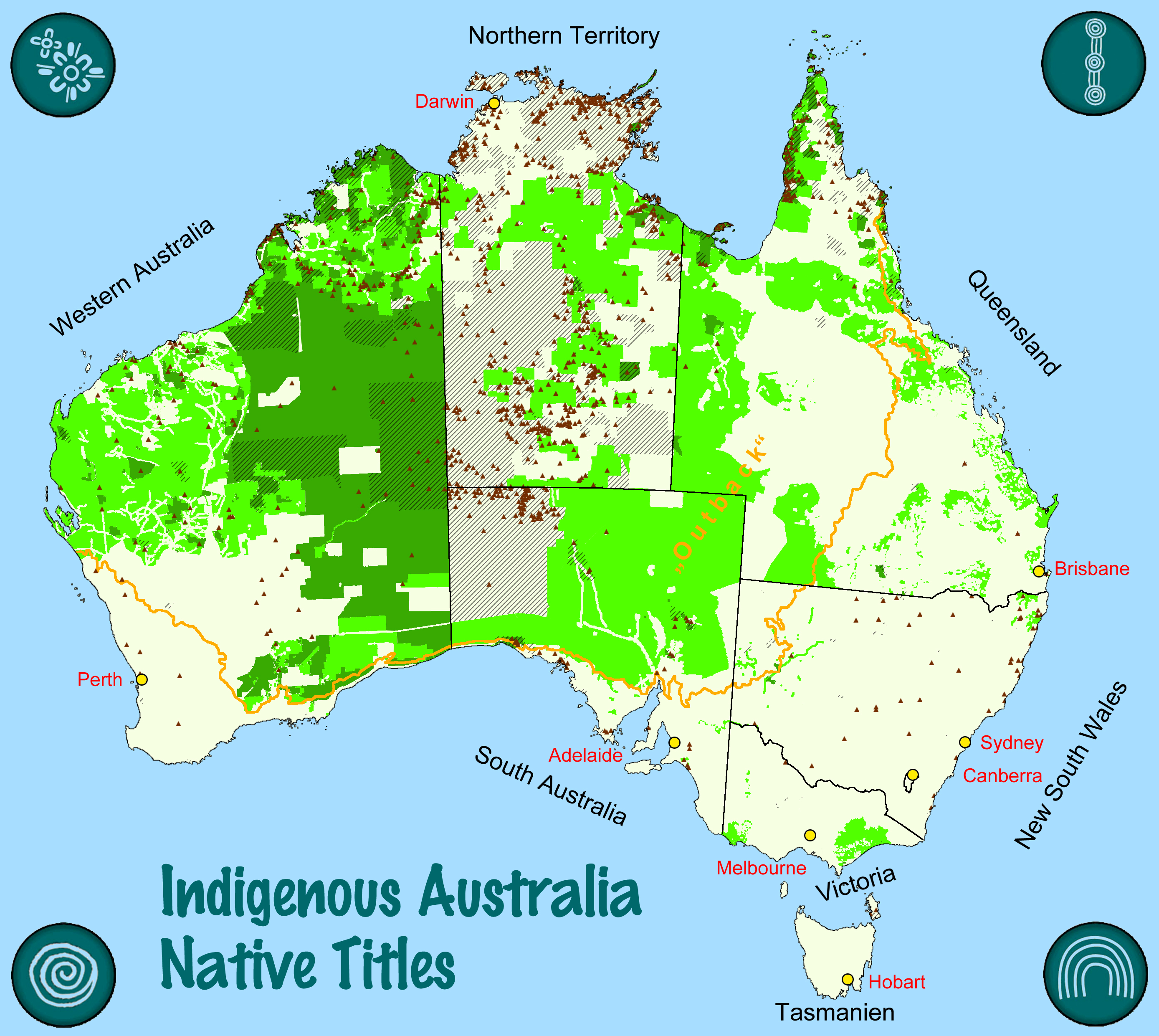
Besitz- und Nutzungsrechte der Aborigines 2022
Exklusive Rechte
Nicht-exklusive Rechte

Ab den 1960er Jahren rückte zunehmend die Frage nach Landrechten in den Mittelpunkt des politischen Interesses. Australien war von Captain James Cook 1770 als nahezu unbewohnt beschrieben und später – trotz der Anwesenheit der Aborigines – zur Terra Nullius erklärt worden.
Eine Aktion, die auch internationale Aufmerksamkeit erregte, war die Yolngu Bark Petition, bei der 1963 Yolngu eine auf Baumrinde geschriebene Petition gegen die Errichtung einer Bauxit-Mine auf ihrem traditionellen Land einreichten. Die 1972 auf dem Rasen vor dem Old Parliament House in Canberra aufgestellte Zelt-Botschaft sollte neben der Forderung nach der Anerkennung einer eigenständigen Aborigines-Nation auch ihren Anspruch auf Land unterstreichen. Mit Neville Bonner zog 1971 der erste Aborigine in das australische Parlament ein.
1966 bestreikten 200 Viehtreiber der Gurindji die Wave Hill Cattle Station für gleichen Lohn mit den weißen Arbeitern, da sie bis dahin nur einen geringen Lohn oder Naturalien erhalten hatten. Der neun Jahre andauernde Streik um Arbeitsrechte wurde bald zu einer bundesstaatlichen Angelegenheit, als die Gurindji die Rückgabe ihres Landes forderten und dieses im Jahr 1975 durch den Premierminister Gough Whitlam auch zu großen Teilen stellvertretend an Vincent Lingiari zurückgegeben wurde.
Mit dem Aboriginal Land Rights (Northern Territory) Act 1976 wurde erstmals die Möglichkeit, Landrechte zu beanspruchen, eingeräumt und große Gebiete wurden wieder zum Eigentum von Aborigine-Gruppen – zuerst im Northern Territory und später auch in anderen Bundesstaaten und Territorien, vor allem in Western Australia und Queensland. Etwa 17 % der australischen Landfläche gehört 2022 wieder den Aborigines. Diese Gebiete liegen zu über 99 % im Outback und machen rund 24 % von dessen Fläche aus. Zum größten Teil handelt es sich um Wüsten.
1993 erkämpften Organisationen wie Native People of Australia unter Führung von Eddie Mabo mit dem Urteil Mabo v. Queensland (No. 2) zusätzlich auf Bundesebene den sogenannten Native Title, der Besitz- und Nutzungsrechte auf Kronland (Land im Staatsbesitz) ermöglicht, das historisch einem gewissen Stamm zuzuordnen ist. Teilweise sind allerdings die Bergbau- und die Wasserrechte, außer für den eigenen Gebrauch, ausgeschlossen. Native Titles wurden anschließend in noch weitaus größerem Umfang geltend gemacht, sodass sie im Jahr 2022 zusammen 53 % der Landfläche Australiens ausmachen.
Landrechtsbewegungen verbinden sich auch mit ökologischen Forderungen. Eines der ersten Aborigines-Völker, die ihr Land nach dem Aboriginal Land Rights (Northern Territory) Act 1976 zurückerhielten, jedoch nicht die Bergbaurechte, waren die Mirarr. Als 1960 Uran entdeckt wurde, wehrten sich die Mirarr erfolgreich gegen den Abbau in der Jabiluka-Mine, im australischen Kakadu-Nationalpark im Northern Territory. Die Mirarr leisten seit 1971 Widerstand und im Jahr 1998 besetzten für acht Monate etwa 5000 Aborigines und Umweltaktivisten aus der gesamten Welt dieses Gebiet; 550 von ihnen wurden festgenommen. Im Jahr 2002 wurde der Abbau wegen des fallenden Uranpreises eingestellt.
Im globalen Vergleich dürfen die enorm großen Gebiete, die Australien den Indigenen „zurückgegeben“ hat, nicht darüber hinwegtäuschen, dass die Native Titles sehr uneinheitlich sind und jederzeit einseitig und möglicherweise ohne Entschädigung per Gesetz aufgekündigt werden könnten. Von der von den Vereinten Nationen geforderten Territorialautonomie für indigene Völker ist Australien wesentlich weiter entfernt als etwa Kanada (z. B. Nunavut) oder Dänemark (Grönland).

### Lebenssituation heute
| Gebiet             | Aborigines | Bevölkerungsanteil |
| ------------------ | ---------- | ------------------ |
| New South Wales    | 140.000    | 2,1 %              |
| Queensland         | 113.000    | 2,7 %              |
| Western Australia  | 75.000     | 3,8 %              |
| Northern Territory | 64.000     | 31,5 %             |
| South Australia    | 24.000     | 2,4 %              |
| Victoria           | 28.000     | 0,6 %              |
| Tasmanien          | 15.000     | 3,1 %              |
| ACT                | 4.000      | 1,2 %              |

Während 1920 die Zahl der Aborigines auf nur noch 60.000 geschätzt wurde, stieg sie beim Zensus von 1991 auf 265.000 und bis 2006 auf 464.000. Neben einer erweiterten Definition, wer Aborigine ist, wird es auch dem gestiegenen Selbstbewusstsein zugeschrieben, sich selbst als Aborigine zu bezeichnen. Die gestiegene Anerkennung der Aborigines spiegelt sich auch in symbolischen Gesten wider, wie der Darstellung von David Unaipon auf der australischen 50-Dollar-Note seit 1995, Gwoya Jungarai auf der 2-Dollar-Münze seit 1987, Len Waters, eines Aborigine-Piloten im Zweiten Weltkrieg, seit 1995 und Cathy Freeman, der ersten zu ihren Lebzeiten auf einer Briefmarke abgebildeten Aborigine-Persönlichkeit, seit 2000. Letzteres ist bemerkenswert, denn es war bis ins Jahr 1997 nicht erlaubt, lebende Personen auf Briefmarken in Australien abzubilden, außer Persönlichkeiten der Monarchie.
Viele Probleme sind aber immer noch ungelöst: Im Vergleich zu der Gesamtbevölkerung Australiens gehören die Ureinwohner – und hier insbesondere jene, die in den ländlichen Gebieten leben – zum ärmsten Teil der australischen Gesellschaft; ihre Arbeitslosenquote ist mit 20 % fast dreimal so hoch wie die der Durchschnittsbevölkerung, sie haben eine geringere Bildung, ihre Lebenserwartung liegt im Durchschnitt zehn Jahre unter jener der weißen Bevölkerung, die Kindersterblichkeit ist doppelt so hoch und sie machen bei einem Anteil von weniger als vier Prozent der Bevölkerung 20 % aller Gefängnisinsassen aus. Erklärt werden diese Unterschiede mit dem Verlust funktionierender sozialer Strukturen durch die Assimilationspolitik sowie dem generellen Mangel an Arbeit und Krankenversorgung in den ländlichen Gebieten.
Im Juni 2007 verkündete die australische Regierung die Northern Territory National Emergency Response, in den Medien diskutiert unter dem Begriff „Intervention“: Anlass war der Bericht Little Children are Sacred des Northern Territorys, der die Verbreitung des sexuellen Missbrauchs an Kindern dokumentierte.
Verschiedene Maßnahmen wurden eingeleitet, die das Ziel haben, Kindern ein sicheres Umfeld zu schaffen. Darunter gehören unter anderem das Verbot von Alkohol und Pornografie in den Gemeinschaften der Aborigines, aber vor allem umfangreiche medizinische Reihenuntersuchungen von Kindern, mehr Polizei und mehr Lehrer. Logistisch wird die Intervention vom Militär unterstützt. Die Gemeinschaften haben dabei ihre Selbstverwaltung verloren. Befürworter der Intervention begrüßen, dass die Regierung etwas gegen die Situation in den Gemeinschaften der Aborigines unternimmt. Kritische Stimmen beklagen jedoch vor allem, dass die Intervention rassistisch sei, da ein Teil der Sozialhilfe bei allen Aborigines dieses Gebietes staatlich kontrolliert wird, also auch bei jenen, die sozial nicht auffällig geworden sind. Außerdem wird kritisiert, dass die Intervention ohne Rücksprache mit den Betroffenen erfolgte oder dass sie paternalistisch sei und die bestehende Kultur der Aborigines vollends zerstöre.
In Bezug auf Alkohol wird darauf hingewiesen, dass der Anteil der Aborigines mit riskant hohem Alkoholkonsum mit elf Prozent sich statistisch nicht signifikant von dem der nichtindigenen Bevölkerung unterscheidet. Vielmehr ist der Alkoholabbau bei besonders vielen Aborigines wegen eines fehlenden Enzyms verlangsamt und bereits geringe Mengen Alkohol führen bei Aborigines zu einem auffälligen Verhalten.
Die theoretische Gleichberechtigung der Aborigines und eine latent rassistische Praxis klaffen noch immer weit auseinander, wie im Mai 2018 ein Bericht zeigt, den das „Australian Institute of Health and Welfare“ veröffentlicht hat. Nach diesem Report nimmt die Gesamtzahl von Minderjährigen, die strafrechtlich angeklagt werden, deutlich ab, während die Zahl von angeklagten, inhaftierten und unter Aufsicht gestellten jugendlichen Aborigines zunimmt. Indigene Jugendliche waren 2012/2013 fünfzehn Mal häufiger unter gerichtlicher Aufsicht als ihre weißen Altersgenossen, dieser Parameter ist in den letzten fünf Jahren auf 18 gestiegen. Im Jahr 2017 wurden täglich durchschnittlich 5359 Jugendliche im Alter zwischen 10 und 17 Jahren unter Aufsicht gestellt, die Hälfte davon aus den „Aboriginal and Torres Strait Islander“-Gemeinschaften, obwohl deren Kinder nur 5 Prozent der gesamtaustralischen Altersgruppe ausmachen. Der Report analysiert nicht die vielfachen Gründe (zum Beispiel den häufigen sexuellen Missbrauch Minderjähriger in Aborigines-Gemeinschaften) für die vergleichsweise hohe Kriminalität.

## Gesellschaft

### Traditionelle Lebensweise

Klimazonen Australiens: Klima beeinflusst Nahrung und Lebensweise

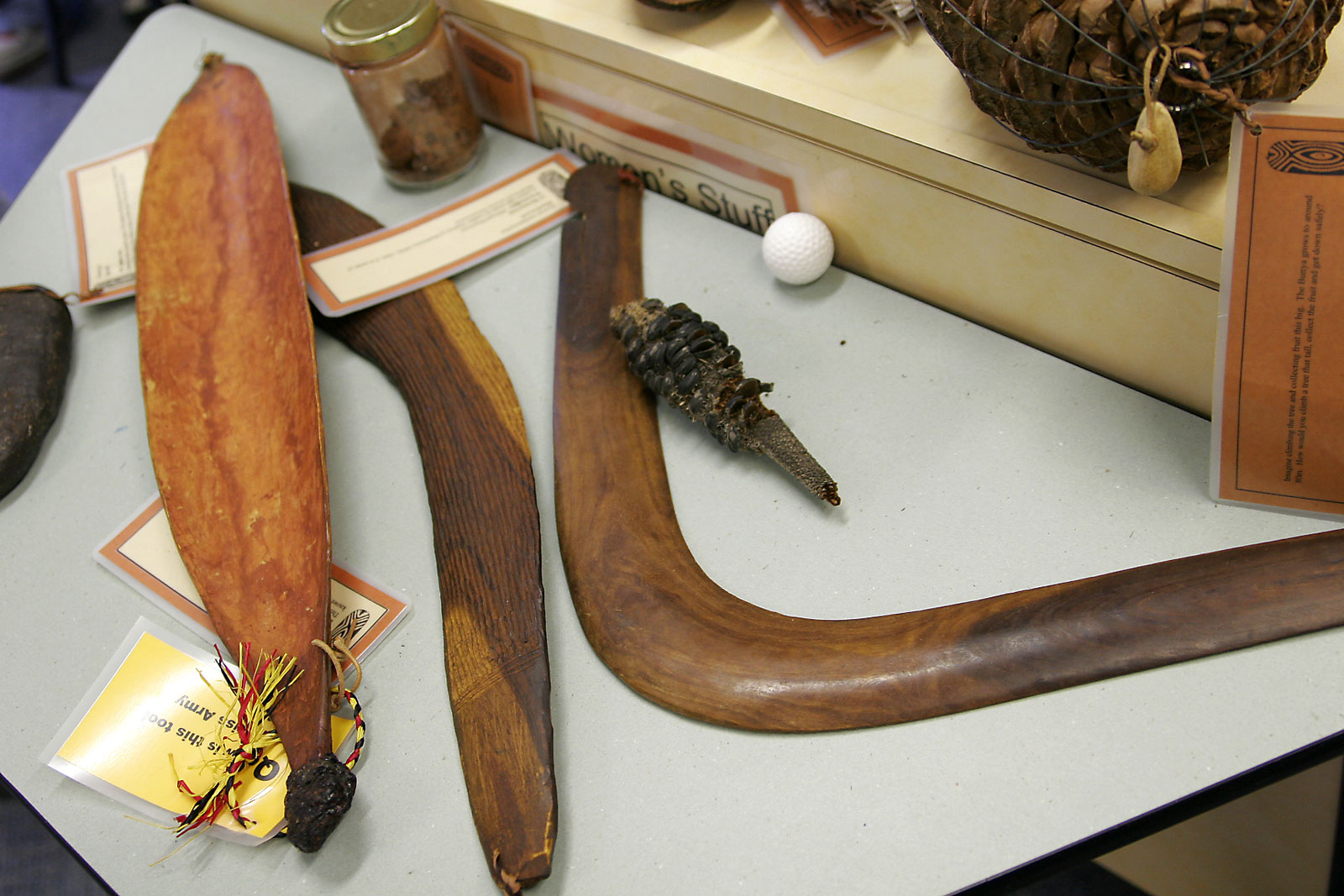
Werkzeuge der Aborigines, von links: Woomera, Wurfholz für die Jagd, rückkehrender Bumerang

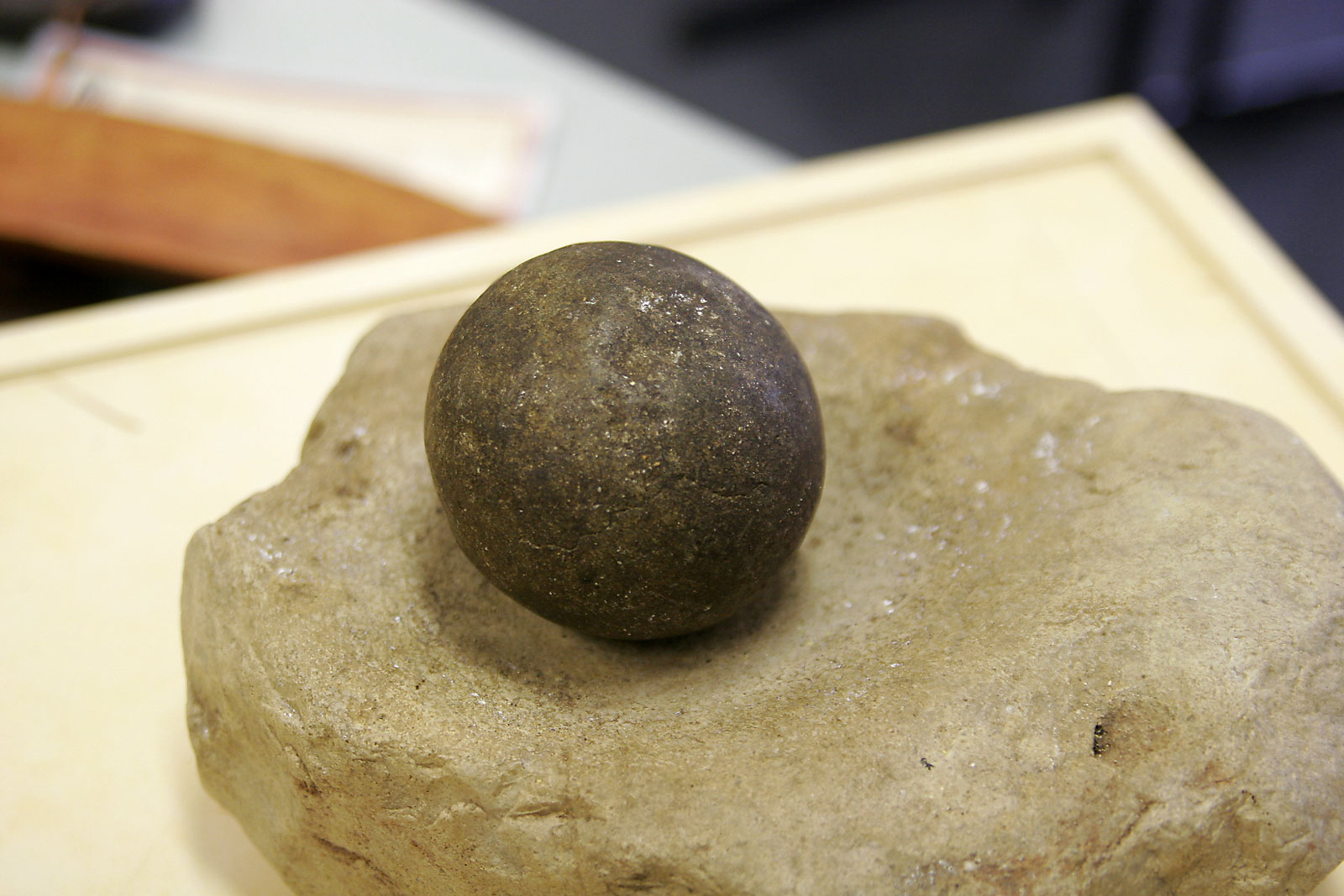
Mahlstein

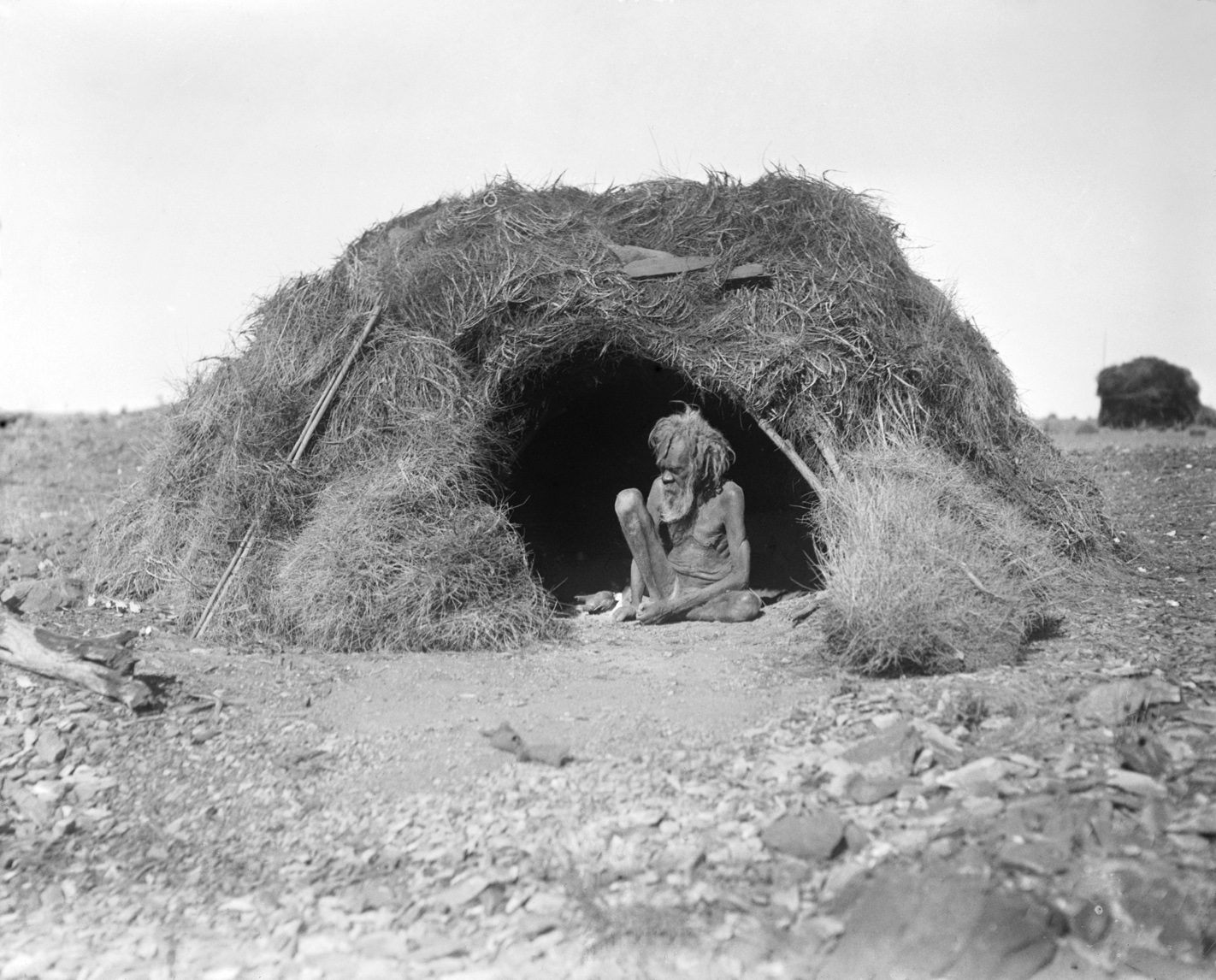
Hütte im Zentrum Australiens, 1920

Die Bevölkerungszahl war sehr wahrscheinlich über tausende von Jahren hin konstant. Die dichteste Besiedlung wiesen schon vor der Ankunft der Europäer die auch heute noch bevölkerungsreichsten Regionen Australiens an den Küsten im Südosten und im Tal des Murray Rivers auf. Es gab jedoch über den ganzen Kontinent verteilt Stämme, die in allen Fällen ihre Lebens- und Essgewohnheiten, Technologien und Jagdmethoden an die jeweilige Umgebung angepasst hatten, ganz gleich ob es das kalte und feuchte Hochland Tasmaniens oder das trockene und heiße Innere des Kontinents war.
Unterschiede in der wildbeuterischen Lebensweise gab es in Einzelfällen durchaus, beispielsweise beherrschten die Gunditjmara ein ausgeklügeltes System einer Aquakultur und Aalzüchtung, sie bauten auch steinerne Wohnstätten und hatten einen festen Wohnort. Es gab auch einen seefahrenden Stamm der Ngaro, der weitgehend unbekannt geblieben ist. Dieser Stamm lebte im Seegebiet der Whitsunday Islands und navigierte und jagte mit Auslegerkanus sicher auf der See.
Im Laufe der europäischen Expansion wurden die Ureinwohner immer mehr in die vormals nahezu unbesiedelten, trockeneren Landesteile verdrängt, wo es bedeutend weniger Wild gab. Massive Abholzungen und die Umwandlung großer Gebiete in land- und viehwirtschaftliche Flächen veränderten das Bild der Landschaft. Besonders die damit verbundene Einführung von Neozoen wie Kaninchen, Katze, Hund, Fuchs, Pferd, Büffel und Schaf schädigten die heimische Fauna und Flora erheblich und erschwerten es zunehmend, die überlieferte Lebensweise fortzuführen. Da die Europäer in den Trockengebieten mit der Zeit alle Gebiete besiedelten, die einen Zugang zu Wasser hatten, blieb den Aborigines kaum noch eine andere Wahl, als ebenfalls dort in der Nähe zu siedeln, wo es Wasser und Zugang zu (modernen) Lebensmitteln gab. Diese Entwicklung zerstörte die Unabhängigkeit der Menschen nachhaltig und führte zum Verfall traditionellen Wissens.
Die meisten Ureinwohner im Outback sichern ihren Lebensunterhalt heute durch Hilfsarbeiten auf Farmen und Ranches, als Fremdenführer oder durch den Verkauf von Kunsthandwerk. Seit den 1970er Jahren spielen die überlieferten Jagd- und Sammeltechniken bei vielen lokalen Gemeinschaften heute wieder eine mehr oder weniger wichtige Rolle. Bei weitgehend assimilierten Gruppen wird die Jagd der Männer (mit Autos und Gewehren) als sozial hoch bewerteter Wochenendsport betrieben, doch bei traditionelleren Gruppen in den „Outstations“ dienen Jagen und Sammeln der Subsistenzergänzung. In einigen Regionen kommt es nach der Klärung der Landrechte zu einer zunehmenden Rückbesinnung (Retraditionalisierung) auf die ursprüngliche Nahrungsbeschaffung (in einigen Fällen vom Tourismus initiiert). Auf diese Weise versuchen kleinere Gruppen die Abhängigkeit von den Siedlungen zu verringern und die sozialen Praktiken der Alten wieder aufleben zu lassen. Die Umsetzung gestaltet sich je nach Region unterschiedlich schwierig. Auf der einen Seite hat die jahrelange Unterbrechung der Jagd die Wildbestände geschont, auf der anderen Seite haben die Einflüsse der weißen Siedler die Ökosysteme zum Teil nachhaltig geschädigt. Zudem ist nicht absehbar, welche Folgen die modernen Jagdmethoden haben werden.

#### Ernährung
Alle Ureinwohner Australiens waren Jäger und Sammler, wobei die Menschen, die an der Küste oder an Flüssen lebten, auch Fischer waren, die auch Schildkröten und im tropischen Norden Dugongs fingen. Alle Stämme und Gemeinschaften der Aborigines benutzten und verwalteten ihre Nahrungsquellen und Vorräte nach unterschiedlichen, ausgeklügelten Methoden; Ackerbau betrieben sie hingegen nicht. Im heutigen Victoria gab es zwei verschiedene Stämme, die wirtschaftliche Aalfarmen betrieben. Sie verwendeten komplexe und ausgedehnte Systeme mit bewässerten Teichen; eines am Murray River im Norden des Staates und eines im Südwesten in der Nähe von Hamilton, von wo aus sie bis in die Region um Melbourne Handel betrieben. Aber auch im Gebiet des heutigen Sydney entwickelte sich eine große Anbau- und Handelsstätte. Die typische Nahrung, das Bush Food, bestand aus einer Vielfalt von Nahrungsmitteln, zum Beispiel Känguru, Emu und dessen Eier, Wombat, Goanna, Schlangen, Vögeln, vor allem in den Wüsten auch viele Insekten wie Honigameisen oder Witchetty-Maden und an den Küsten Muscheln und Krebstiere. Daneben wurden auch noch viele Varianten pflanzlicher Nahrung wie Nüsse, Obst und Beeren genutzt. In den Wüstengebieten zum Beispiel die Buschbanane (Marsdenia australis) und die Bush-tomato (Solanum centrale), im tropischen Norden die Buschpflaume (Terminalia ferdinandiana). Einige Gruppen, wie z. B. die Martu haben heute auch Hauskatzen auf ihrem Speiseplan. Damit ist ein „quasi natürliches“ Korrektiv im Ökosystem entstanden, das die Schadwirkungen der Katzen auf die Artenvielfalt etwas reduziert.
Das primäre Werkzeug, das zur Jagd benutzt wurde, war der Speer, der mittels eines Woomera oder per Hand geworfen wurde. Bumerangs wurden sowohl im Norden als auch in den südlichen Wüsten benutzt, wobei die nichtzurückkehrende Variante (bekannter unter der korrekten Bezeichnung Wurfstock) effektiver und weiter verbreitet war als die zurückkehrende. Mit ihr konnten zum Beispiel Kängurus getötet werden.
Berichte über institutionalisierten Kannibalismus werden von wissenschaftlicher Seite als „Hörsagen, Berichte aus zweiter und dritter Hand, Übertreibungen, falsche Zitierungen und absichtliche Lügen“ bezeichnet. Es seien Begräbnisrituale missinterpretiert worden, aber auch Berichte über Kannibalismus gezielt in Umlauf gesetzt worden, um Aborigines als Wilde zu diskreditieren, denen man die Menschenrechte verwehren und das Land abnehmen könne.

#### Nomadenleben
In einigen Gebieten lebten die Aborigines halbsesshaft, vor allem in weniger trockenen Gebieten, wo durch Fischerei eine sesshaftere Lebensweise möglich war. Weiterhin waren die meisten indigenen Stämme seminomadisch und zogen in einem regelmäßigen Rhythmus durch ein bestimmtes Gebiet, in dem sie ihren Nahrungsquellen folgten und sich immer wieder zur selben Zeit am selben Ort niederließen. Durch Untersuchungen von Abfallansammlungen konnten Archäologen zeigen, dass manche dieser Plätze über tausende Jahre hinweg jährlich besucht wurden. In den trockenen Gebieten waren die Aborigines ausschließlich Nomaden, die auf Nahrungssuche über weite Gebiete zogen.
Sie wohnten in einfachen Hütten oder unter Windschirmen, die aus Zweigen oder Rinde aufgebaut waren. Feste Hütten aus Zweigen, Baumrinde, Gras und Schilf wurden nur bei längerem Aufenthalt erbaut. Die Lager durften von Angehörigen anderer Stämme nicht betreten werden, es sei denn, sie wurden eingeladen. Wurde ein Bote zu einem anderen Stamm geschickt, musste er in einiger Entfernung warten, bis er die Erlaubnis erhielt, näher zu kommen. Einige Aborigines hielten Dingos als Begleittiere, um sie bei der Jagd zu nutzen oder sich während kalter Nächte an ihnen zu wärmen.

#### Ökologie und Feuer
Die indigenen Völker Australiens benutzten Feuer für verschiedene Zwecke. Man geht davon aus, dass dies erstmals etwa vor 7000 Jahren geschah.
Das kontrollierte Feuerlegen von trockenem Grasland, Buschwerk und Wäldern diente den Aborigines dazu, um Wege durch Dickicht und stachliges Gehölz zu schaffen, vorhandene Nutzpflanzen zu fördern und neues Wachstum zu initiieren, Jagdmöglichkeiten zu schaffen und nützliche Pflanzen zum unmittelbaren Verzehr oder Kochen, zur Wärmegewinnung oder auch zur Nachrichtenübermittlung, sowie auch für spirituelle Zwecke zu gewinnen. Die Nutzung des zweckgerichteten Feuers folgte bestimmten Regeln, die sich nach dem Vegetationsverlauf und dem Bedarf der Aborigines richteten. Es diente dem Wachstum essbarer Pflanzen oder um die Nahrungsaufnahme bejagbarer Tiere zu begünstigen, zum anderen aber auch, um das Risiko unkontrollierter Buschfeuer zu reduzieren.
Frühe europäische Forscher und Siedler hielten die Gewohnheiten der Aborigines mit dem Feuer fest. Die Feuer erstreckten sich in der Landschaft über den gesamten Jahresverlauf. Die meisten Brände waren von relativ geringer Intensität und verbrannten in den meisten Fällen lediglich kleine Flächen, unkontrollierbare Buschfeuer in großem Umfang entstanden dadurch kaum.
Feuer ist auch ein wichtiger Teil der Kultur der Aborigines, und die Kenntnis seiner Verwendung wurde von Generation zu Generation weitergegeben.
Es wird auch angenommen, dass die Aborigines mit dem Abbrennen von Pflanzen auch den frühen Monsunregen und damit das Klima Australiens beeinflussten. Es gibt allerdings große Meinungsverschiedenheiten, inwieweit das Feuerlegen zur Veränderung der Umwelt beigetragen hat.

#### Initiation

Skarifizierungen auf der Brust

Die Initiation wurde in mehreren Stufen über mehrere Jahre vollzogen: Dabei lernten die Jugendlichen zum Beispiel ihr Totem kennen, unterstützt von altersgerechten Geschichten der Traumzeit und neuen Gesängen. Aber auch Strategien im Umgang mit Konflikten lernten sie.
Üblicherweise im Alter von 10 bis 12 Jahren wurden heranwachsende Jungen einem ersten Initiationsritus unterzogen, der Wochen andauern konnte. Dabei wurden sie von ihren Müttern getrennt, durften nicht sprechen und nicht angesprochen werden. Bestandteil der Initiationsriten ist der Walkabout, ein Einführungsritual für dreizehnjährige Aborigines, die erstmals den Weg ihres eigenen Traumpfades gehen.
Vor allem in Zentralaustralien, also zum Beispiel bei Arrernte, Pitjantjatjara und Luritja, ist in diesem Alter die Zirkumzision üblich. Bei diesen Völkern wird im späteren jugendlichen Alter auch die Subinzision praktiziert.
In einer abschließenden Initiationsstufe im Alter von 16 oder 17 Jahren wurde bei fast allen Völkern die Haut junger Männer und Frauen skarifiziert, womit sie heiratsfähig wurden. Die Narben waren je nach Volk zwei bis vier einfache nebeneinanderlaufende Linien auf der Schulter, Brust oder Bauch, die mit einem scharfen Steinmesser erstellt wurden. Als Zeichen der Initiation war es bei Völkern der Küste verbreitet, einen Zahn zu entfernen oder zu verändern, oder ein Piercing zuzufügen.

#### Verwandtschaftssystem
Der Schlüssel zum Verständnis ihrer Gesellschaftsstruktur liegt in ihrem komplexen Netz von Verwandtschaftsbeziehungen und deren Implikationen, das in allen Teilen Australiens in verschiedenen Formen existierte und heute noch insbesondere in Zentralaustralien besteht.
Grundlage der Verwandtschaftsbeziehungen ist nicht das in westlichen Kulturen verbreitete Eskimo-System, sondern das Iroquois-System. Das Eskimo-System besteht aus einer Kernfamilie: Vater, Mutter, Bruder und Schwester. Das Iroquois-System weitet das Konzept aus; so werden alle Schwestern der Mutter ebenfalls als Mutter bezeichnet. Analog werden alle Brüder des Vaters als Väter bezeichnet. Nur wenn sich das Geschlecht in der Elterngeneration (auf mütterlicher oder väterlicher Seite) ändert, werden andere Bezeichnungen verwendet. Demnach hat man nur auf der mütterlichen Seite Onkel und nur auf der väterlichen Seite Tanten. Die Tante auf der mütterlichen Seite wird als Mutter bezeichnet und der Onkel auf der Seite des Vaters als Vater. Das System erstreckt sich weiter auf Cousins und Cousinen. Die Kinder der Schwester der Mutter (die ebenfalls als Mutter bezeichnet wird) sind nicht Cousins/Cousinen, sondern Brüder und Schwestern. Das gilt ebenso für die Kinder des Bruders des Vaters (der als Vater bezeichnet wird). Demnach kann man nur Cousins/Cousinen haben, wenn sie die Kinder von den Geschwistern der Eltern sind und dabei das Geschlecht wechselt (Bruder der Mutter/Schwester des Vaters). Diese Unterscheidung ist wichtig, denn nur die als Cousin/Cousine Bezeichneten kommen als Heiratspartner in Frage. Es handelt sich hier um eine sogenannte Kreuzcousinenheirat, die auch von anderen Kulturen her bekannt ist.
Das eben erläuterte System ist egozentrisch, denn es geht von einer Person (Ego) aus und entwickelt Relationen zu anderen Gruppenmitgliedern. Dieses egozentrische Bild ergibt sich jedoch nur aus der Analyse des eigentlichen Verwandtschaftssystems. Dieses wird im Folgenden erläutert:
Im Gegensatz zum westlichen System der Blutsverwandtschaft unterscheiden Aborigines nicht zwischen verwandt und nicht verwandt. In ihrem Sinne ist jedes Gruppenmitglied mit allen anderen verwandt. Das hier beschriebene System wird in verschiedenen Variationen bei fast allen australischen Aborigines verwendet. So können selbst Neulinge von anderen Gruppen oder außenstehende Personen (z. B. Anthropologen oder Linguisten, die längere Zeit bei einem Clan leben) einfach eingegliedert werden. Hat man einmal eine Position in diesem System, kann man seine Beziehung (und die dazugehörige Bezeichnung) zu jedem weiteren Mitglied der Gruppe herausfinden: Der gesamte Clan wird in zwei Moieties (aus dem französischen: französisch moitié: Hälfte; englisch: moiety) geteilt, die durch bestimmte zugehörige Gruppen-Totems (Tiere, Pflanzen, Orte) repräsentiert werden. Diese Einteilung ist wichtig für Heiratsregeln und Rituale. So ist es verboten, eine Person derselben Moiety bzw. desselben Totems zu heiraten. Man heiratet immer exogam, also in die jeweils andere Moiety. Bei religiösen Ritualen fallen den Mitgliedern der beiden Moieties verschiedene Rollen zu. Hinzu kommt eine weitere Unterteilung in sogenannte skin groups (wörtlich auf Englisch: Hautgruppe). Skin group ist ein anthropologischer Begriff und bezeichnet keine reale Hautgruppe oder -farbe. Die meisten Clans haben vier skin groups (zwei pro Moiety), jedoch gibt es auch viele Beispiele mit sechs oder acht skin groups.
Zur Verdeutlichung ein konkretes Beispiel:
Der Stamm der östlichen Arrernte, der in Zentral-Australien lebt, hat ein System mit vier skin groups. (Die nordöstlichen Arrente haben acht skin groups, die zentralen Arrente haben sechs). Eine Person gehört demnach einer der folgenden skin groups an: Entweder den Kemarre, Perrurle, Penangke oder Peltharre. Die ersten beiden Gruppen gehören zu einer Moiety; die Letzteren zur zweiten Moiety.
Daraus ergeben sich folgende Heiratsregeln.
- Ein Kemarre-Mann heiratet eine Peltharre-Frau. Die Kinder gehören der Gruppe Perrurle an.
- Ein Perrurle-Mann heiratet eine Penangke-Frau. Die Kinder gehören der Gruppe Kemarre an.
- Ein Penangke-Mann heiratet eine Perrurle-Frau. Die Kinder gehören der Gruppe Peltharre an.
- Ein Peltharre-Mann heiratet eine Kemarre-Frau. Die Kinder gehören der Gruppe Penangke an.

Das System ist zyklisch und wiederholt sich nach zwei Generationen. Auch bei den komplexeren Systemen mit sechs oder acht skin groups wiederholt sich ein Zyklus nach jeder zweiten Generation.
Die wirkliche Bedeutung dieses System liegt darin, dass den verschiedenen skin groups Aufgaben im Stamm zufallen. So bestimmt das System zum Beispiel: Wer geht für wen jagen? Wer erzieht welche Kinder? Wer ist Hüter der Sprache? Wer darf bestimmte Rituale ausführen und wer nicht? Wer hält die Totenzeremonie? Weiterhin gelten bestimmte Regeln, nach welchen sich die Mitglieder verhalten müssen. Zu den Regeln zählen Umgangsformen wie Abstand, Höflichkeit oder Scherze. Damit übernimmt das System der skin groups viele Funktionen, die in westlichen Gesellschaften vom politischen oder ökonomischen System bestimmt werden.

#### Traditionelle Sozialstruktur
Auf der Grundlage dieses gruppentotemistischen Verwandtschaftssystems waren die Lokalgruppen der Aborigines in Clans gegliedert; sofern konkrete Jagdgruppen betrachtet werden, spricht man von Horden als kleinstem Wirtschaftsverbund. Ursprünglich waren diese Gruppen in ganz Australien politisch herrscherlos (→ Akephalie) und sozial ohne klare Rangabstufung (→ Egalitäre Gesellschaft) organisiert. Das heißt, im Prinzip waren alle Gruppenmitglieder einander gleichgestellt und es gab weder Arm noch Reich, weder Gemeine oder Adelige noch Häuptlinge. Lediglich ältere Menschen genossen ob ihrer Weisheit und die sogenannten Clever Men/Women ob ihrer magischen Kräfte besondere Anerkennung. Aufgrund dieser Sozialstruktur ist es streng genommen nicht korrekt, die größten sprachlich-kulturellen Einheiten verwandter Clans als Stammesgesellschaften zu bezeichnen, denn außer dem „Wir-Gefühl“ existierte keine übergeordnete Einheit.

### Religionen

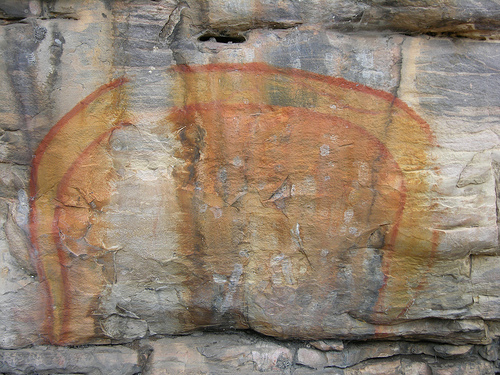
Regenbogenschlange als Felsenmalerei

In den ethnischen Religionen aller Aborigine-Völker steht der irreführende Ausdruck „Traumzeit“ (englisch: dreaming oder dreamtime) im Zentrum des spirituellen Denkens. Die Geschichten der Traumzeit beschreiben die Zeit der Schöpfung, die Ahnengeister wie den Byamee, die Regenbogenschlange oder das Große Känguru, die das Land, die Pflanzen und Lebewesen formten. Ein bekanntes Beispiel ist der Uluru-Mythos, der Teil des Tjukurpa ist, die Bezeichnung für Traumzeit in der Sprache der Pitjantjatjara. Zahlreiche Felsmalereien, Schnitzkunstwerke und Tänze zeigen die Wesen der Traumzeit und stammen in der Vorstellung der meisten Stämmen ursprünglich von diesen. Die frühere Völkerkunde glaubte in den Traumzeit- und Ahnwesen oder den Kulturheroen Hochgott-Vorstellungen zu sehen. Heute geht man jedoch davon aus, dass die Aborigines keine eigentlichen Götter haben.
Außerdem wird traditionelles Wissen über das Land über Traumzeitgeschichten weitergegeben. Beispielsweise sind die Songlines Beschreibungen über das Land und sie sind Orientierungshilfen beim Walkabout. Des Weiteren sind die Gesetze, das Moralsystem und das Verwandtschaftssystem Teil der Traumzeit.
Jeder Mensch ist mit den „Geistern und dem Gesetz der Traumzeit“ verbunden. Zu diesem Gesetz gehörten auch die Initiationen der Jugendlichen, die für jedes Gebiet spezifisch waren. Sie wurden in Zeremonien wie dem Corroboree in Szene gesetzt, die nicht sakraler Natur waren, etwa mit Stammestänzen, denen in europäischer Interpretation nur Unterhaltungswert beigemessen wird (alles hat bei den Aborigines metaphysische Bezüge). Andere Zeremonien waren geheim.
Nicht alle Geschichten der Traumzeit sind jedem zugänglich: Kinder hören einfache Versionen; diese sind auch an Außenstehende weitergegeben worden. Andere Geschichten sind nur für Frauen oder nur für Männer, die meisten für initiierte und einige ausschließlich für die Älteren (englisch: elder), die respektierten Autoritäten.
Vorrangige Bedeutung für das religiöse Leben der Australier besaßen die Totemvorfahren, die dem irdischen Leben verbunden sind. Das Totem verbindet die Gruppe mit ihren Ahnen, es bedingt ihre gegenwärtige Geschlossenheit, und es ist Grundlage der äußerst komplizierten exogamischen Heiratsvorschriften. Während im Allgemeinen für das Totem strenges Essverbot besteht, kann rituell das Essen der Totempflanze oder des Totemtieres erlaubt oder sogar geboten sein. Die Gegenwart der Totemahnen wird im Surren der Schwirrhölzer erlebt. Mit totemistischen Anschauungen hängt auch der Kult aufs engste zusammen. Die Riten sind von den Totemvorfahren gestiftet, und die Ausübenden betrachten sich auf Grund ihrer totemistischen Bindungen als wesensgleich mit diesen Ahnen. Lieder und Tänze, die ihre Rituale begleiten, gelten als Schöpfungen der Totemvorfahren.
Wenn auch der Inhalt von Songlines und die Bedeutung bestimmter Orte und Totems nicht immer bekannt ist, so ist doch ausführlich beschrieben, nach welchen Kriterien Verantwortung und „Eigentum“ vergeben werden. In den meisten Stämmen ist der Ort der ersten gefühlten Kindesbewegung im Mutterleib (seltener die Geburt selbst) bestimmend dafür, welches mit dem Ort assoziiertes Totem jemand bekommt.
Heutzutage bekennen sich 73 % der Aborigines zu einer christlichen Konfession, da Missionen auf den Protektoraten der Aborigines nicht nur Schulen und Gesundheitsversorgung bauten, sondern auch ihre Lehre verbreiteten. 1,3 % bekennen sich zu den traditionellen Religionen und der Rest zu keiner Religion.:S. 46 Nach den laufenden Erhebungen des evangelikal-fundamentalistisch ausgerichteten Bekehrungsnetzwerkes Joshua Project bekennen sich allerdings bei vielen Stämmen noch zwischen 30 und 70 % zu einer ethnischen Religion. Synkretistische Mischformen haben sich in Australien kaum gebildet, die Aborigines sahen das Christentum eher als zusätzlichen „religiösen Pfad“ (Dies mag die Ursache für die unterschiedlichen Zahlen sein). Die Ausübung der überlieferten Religionen findet sich hauptsächlich in abgelegenen Siedlungen Zentral- und Nordaustraliens. Eine in den 1960er und 70er Jahren einsetzende Revitalisierungsbewegung führte zu einer generellen Wiederbelebung. Allerdings ist durch die rigide Missionspolitik zum Teil viel altes Wissen vernichtet worden.

### Sprachen

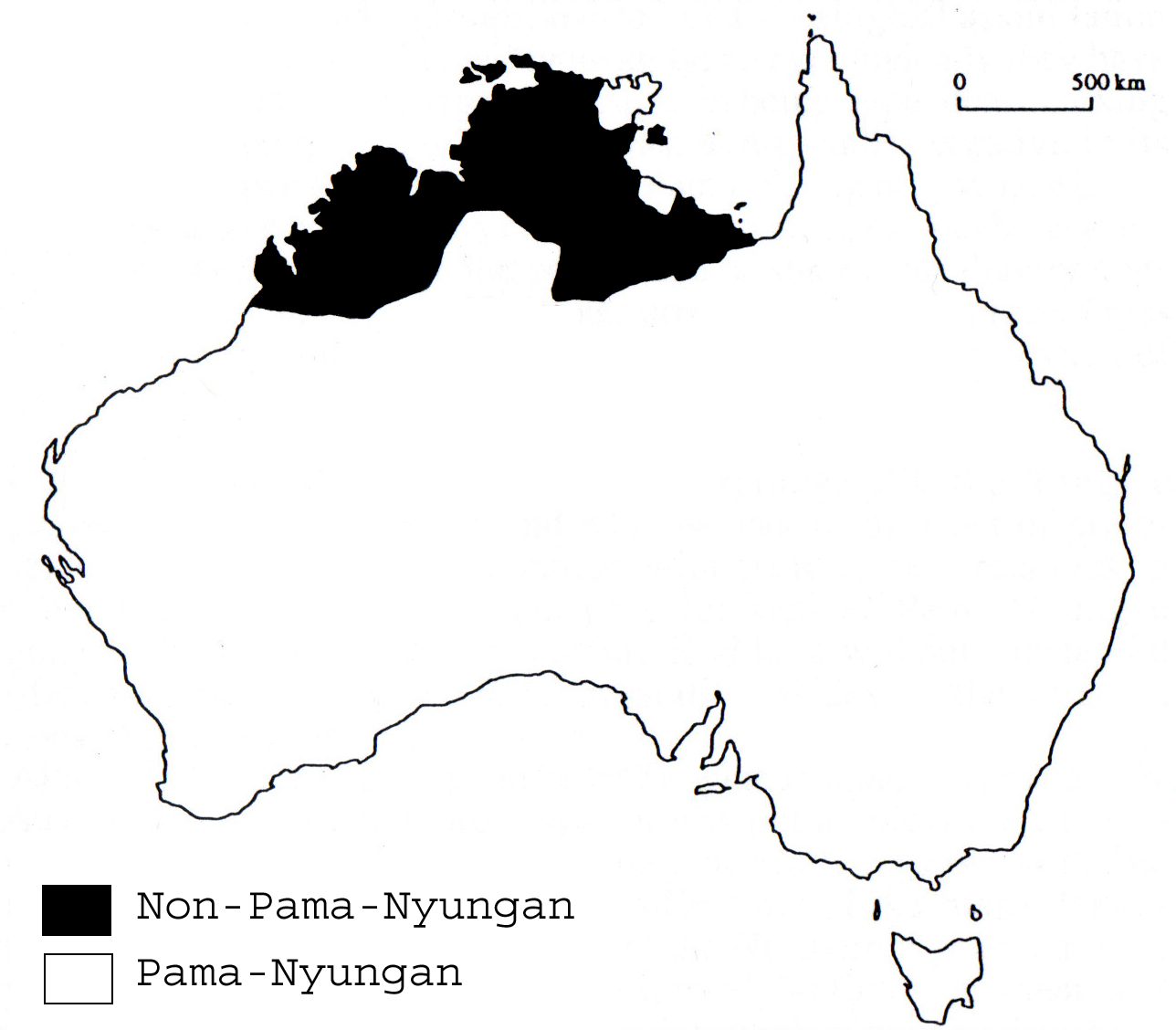
Pama-Nyunga-Sprachen vs. Non-Pama-Nyunga-Sprachen

Es ist umstritten, wie viele australische Sprachen es vor Ankunft der Europäer gab. Die Zahlen schwanken zwischen 200 und 300; man einigt sich meist auf etwa 250, wovon etwa die Hälfte dieser Sprachen seither ausgestorben ist. Nur noch 20 Sprachen werden heute aktiv an Kinder weitergegeben; die verbleibenden etwa 100 Sprachen werden nur noch von Menschen mittleren oder hohen Alters verwendet, das heißt, mit jeder weiteren Dekade werden einige dieser Sprachen verschwinden. Die größte Verbreitung haben heute noch Arrernte (2800 Sprecher), Djambarrpuyngu, eine Yolngu-Sprache (2700), und Pitjantjatjara (2600). Sie werden alle im Northern Territory gesprochen, wo noch 59 % der Aborigines zu Hause eine indigene Sprache sprechen. In Städten wie Sydney und Melbourne, wo zwar die meisten Aborigines leben, sind es nur 1 %. Insgesamt gibt es in Australien noch etwa 50.000 Einwohner, die vorwiegend eine indigene Sprache sprechen. In Teilen Australiens mit einer hohen Anzahl an Aborigines in der Bevölkerung werden seit 1973 in Schulen zweisprachige Programme angeboten.
Linguistisch werden die australischen Sprachen in zwei Gruppen aufgeteilt: So unterschied Arthur Capell zwischen Sprachen mit ausschließlich Suffixen und Sprachen mit Suffixen und Präfixen. Die Letzteren werden im Norden Australiens gesprochen – zwischen den Kimberleys im Westen und dem Golf von Carpentaria im Osten. Die erste Gruppe bedeckt den gesamten restlichen Kontinent. In einer Arbeit von 1966 stellten Geoffrey O’Grady, Stephen A. Wurm und Kenneth Hale die Theorie auf, dass die Suffix-Gruppe eine eng verwandte Sprachfamilie darstellt, die sich über 7/8 des Kontinents erstreckt. Diese Familie wurde von O’Grady, Wurm und Hale Pama-Nyunga genannt, nach den Worten für „Mensch“ in den zwei entlegensten Gebieten dieser Sprachfamilie (im Nordosten von Queensland und im Südwesten von Western Australia). Die zweite Gruppe (mit Präfixen und Suffixen) wird durch Ausschluss, also als Non-Pama-Nyunga, definiert. Sie bildet keine einheitliche Sprachfamilie, sondern wurde anfangs in 28 (später in 26) Sprachfamilien unterteilt. Diese Gruppe stellt 90 % der sprachlichen Vielfalt auf 1/8 des Kontinents dar.
Im Norden Australiens hat sich aus dem Kontakt zwischen weißen Siedlern und den Aborigines auf der englischen Sprache basierend eine Kreolsprache, das Kriol entwickelt, das heute noch von rund 4000 Menschen gesprochen wird. Die große Mehrheit (86 %) spricht ausschließlich australisches Englisch, wobei es dort auch die Variante des Aborigine-Englisch gibt.

## Kunst und Kultur

### Bildende Kunst
Bei der Kunst der Aborigines gibt es unabhängig davon, ob es sich um traditionelle oder neuzeitliche Werke handelt, zwei Interpretationsebenen: „[Die] »inneren« Geschichten, die nur für diejenigen bestimmt sind, die über das entsprechende rituelle Wissen verfügen, und [die] »äußeren« Geschichten, die für alle zugänglich sind.“ Der Künstler ist Besitzer und Teilhaber der dargestellten Inhalte, die nur ihm für bestimmte Zwecke zugeteilt sind. Nur er hat das Recht heilige Muster zu verwenden und religiöse Inhalte abzubilden. Die Benutzung von Mustern, die anderen gehören und wenn diese ohne dessen Erlaubnis verwendet werden, ist ein schwerer Verstoß gegen dieses überlieferte ungeschriebene Gesetz.

#### Traditionelle Kunst

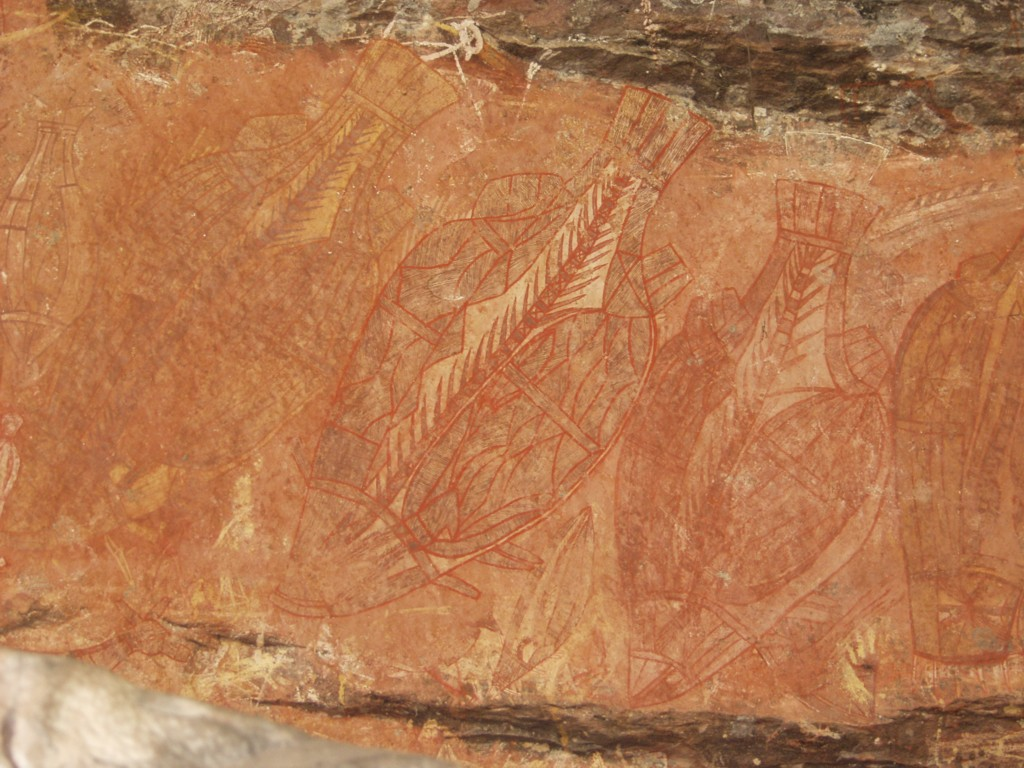
Röntgenstil-Darstellung des Barramundi-Fisches, Aborigine-Kunst

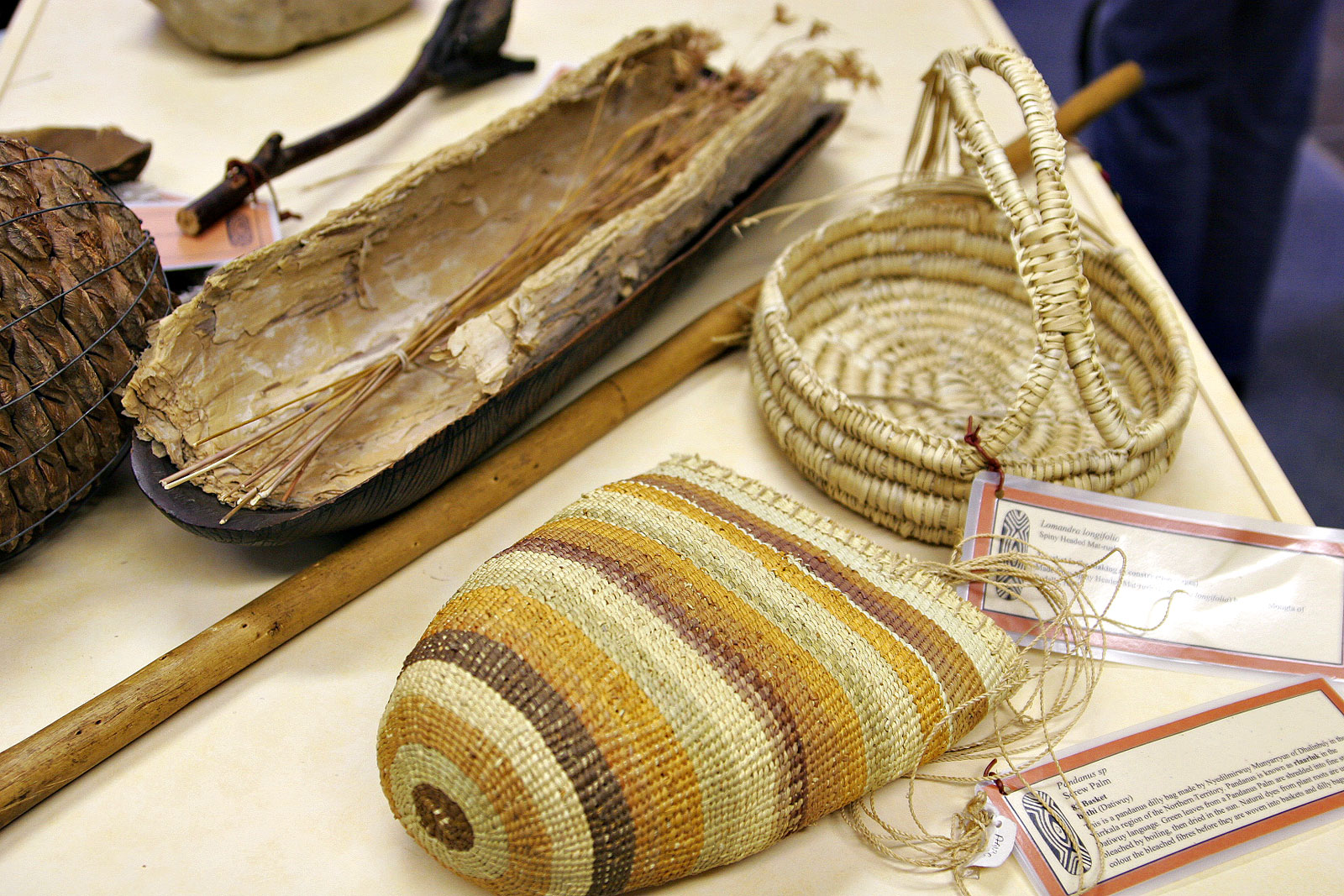
Handarbeiten aus gewobenem Gras und Rindenstücken. Oben links ein Coolamon.

Die Kunst der Aborigines zählt zu „den ältesten kontinuierlichen Kunsttraditionen der Welt“. Die Kunst der Aborigines umfasst ein weites Spektrum an Medien, einschließlich das Bemalen von Rindenplatten, Holz- und Steingravuren, Bildhauerei, Sandmalerei, das Erstellen von zeremoniellen Kleidungsstücken und die künstlerische Verzierung von Waffen und Werkzeugen. Als Materialien wurden Farben aus Ocker, Asche und Blut, Stoff, Federn, Holz, Stein und Muscheln eingesetzt.
Das Arnhemland und die angrenzenden Gebiete haben die größte Anzahl von Aborigine-Kunstwerken wie Felsritzzeichnungen und Felsenmalerei. Dort gefundene Zeichnungen und Ornamentierungen wurden auf ein Alter von bis zu 50.000 Jahren datiert. Das Arnhemland ist auch bekannt für Rindenmalerei, Skulpturen und Webereien. In den Wüstengebieten wurden neben Felsenmalereien auch Bodenzeichnungen im Sand hergestellt. Im Norden von Queensland und auf den Tiwi-Inseln sind vor allem Skulpturen als Kunstwerke bedeutend.
Kunst ist Bestandteil der Hauptrituale in der Kultur der Aborigines; sie wurde und wird genutzt, um Territorien zu markieren, Geschichte aufzuzeichnen und Erzählungen über die Traumzeit zu unterstützen und zu übermitteln. Als vor etwa 10.000 Jahren der Meeresspiegel anstieg, wurden Meereswesen wie die Regenbogenschlange Gegenstand der Felsenmalerei. Die Felsenmalerei wurde bis ins 20. Jahrhundert praktiziert und diente unter anderem dem Unterrichten von Anatomie, wie bei der sogenannten Röntgendarstellung des Barramundis.

#### Neuzeitliche Kunst

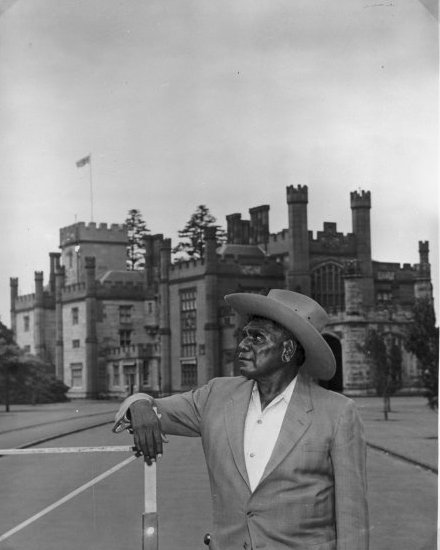
Namatjira vor dem Government House in Sydney, circa 1947

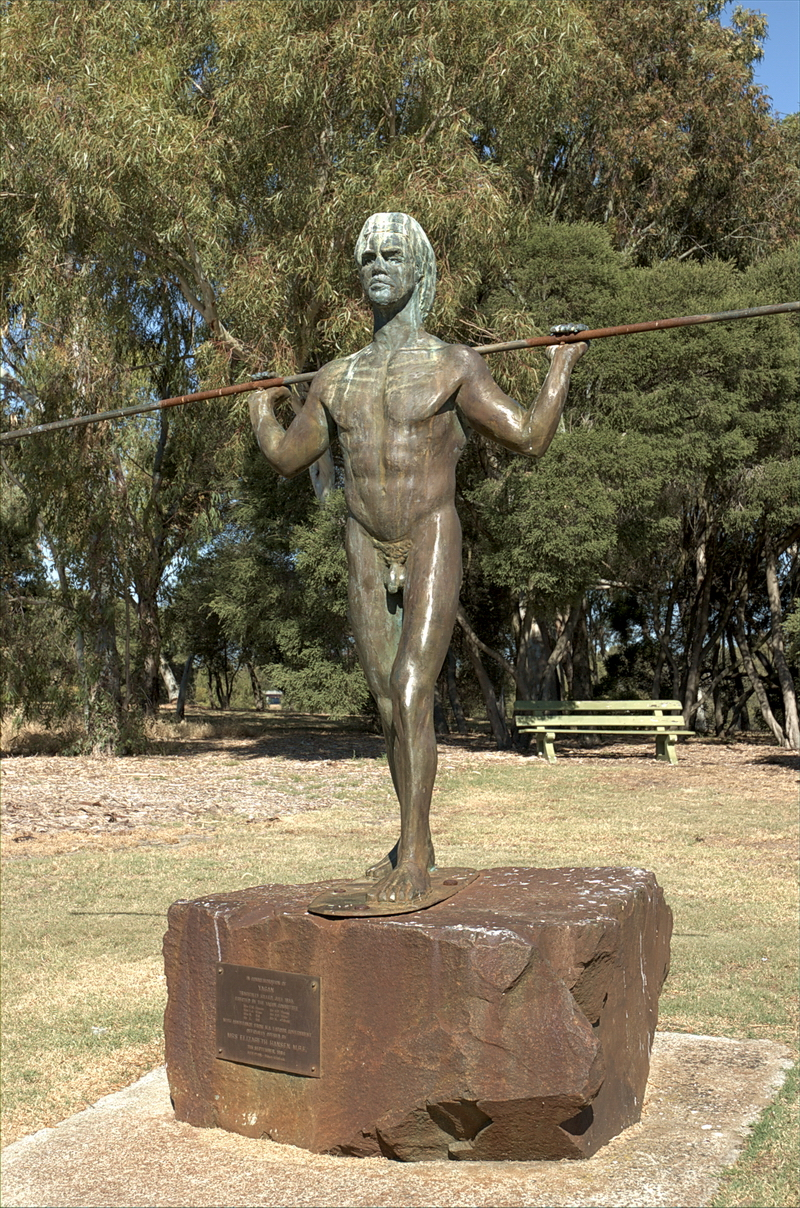
Bronzestatue des Aborigineskriegers Yagan von dem irisch-indigenen Bildhauer Robert Hitchcock (1984)

Mit neuen Techniken und Materialien wie synthetischen Farben und Leinwand fanden Weiterentwicklungen dieser Ausdrucksformen statt: In Australien fand die erste bedeutende Aborigine-Kunstausstellung im Jahr 1929 in Victoria unter dem Titel „Primitive Art“ statt. Albert Namatjira trug wesentlich dazu bei, dass die Kunst der Aborigines akzeptiert wurde; er stellte seine in Aquarell gemalten Landschaftsbilder erstmals 1938 in Melbourne aus. Königin Elisabeth II. verlieh ihm 1953 eine Medaille und traf ihn persönlich ein Jahr später in Canberra.
Die wachsende Anerkennung, die die Kunst der Aborigines genoss, spiegelt sich in der Verbreitung der Kunst wider: 1941 und 1942 wurden in Nordamerika und Kanada Aborigine-Kunstwerke erstmals außerhalb von Australien ausgestellt. 1957/58 wurde dann in Australien als Wanderausstellung die Kunstsammlung „The Art of Arnhem Land“ gezeigt, bei der die Künstler nach ihren Stilrichtungen geordnet wurden. 1959 kaufte dann die „Art Gallery of New South Wales“ Werke zeitgenössischer Aborigine-Künstler auf. 1966 schließlich wurde ein Malmuster von David Malangi auf dem australischen 1-Dollar-Schein abgebildet.
Die Entwicklung der kommerziell erfolgreichsten Kunstrichtung begann 1971 und 1972, als der Kunstlehrer Geoffrey Bardon Aborigines in Papunya, nordwestlich von Alice Springs, ermutigte, ihre Geschichten von der Traumzeit als Honigtopfameisen-Wandgemälde auf die dortigen Schulmauern zu malen. Er unterwies sie auch in der Anwendung moderner Malmaterialien und -techniken und ermunterte sie, ihre Traumzeit auf Holzbrettern und auf Leinwand festzuhalten. Dieses Wandgemälde bildete den Ausgangspunkt der modernen heutigen Malerei der Aborigines. Der bekannteste und erfolgreichste Künstler dieser Bewegung, die als Dot-Painting (Punkte-Malerei) bekannt wurde, war Clifford Possum Tjapaltjarri, von dem ein Bild zum Rekordpreis von 2,5 Millionen australischen Dollar (AUD) vom australischen Staat gekauft wurde, der verhindern wollte, dass dieses Kulturgut ins Ausland verkauft wird. Ein weiterer erfolgreicher Künstler dieser Stilrichtung war Johnny Warangkula Jupurrula. Er war einer der Ersten, der die Form der Punktmalerei perfektionierte und ikonografische Elemente schuf, die sich im Bild auflösen.
Abgesehen von der Malerei gab es auch bedeutende Meilensteine in anderen Kunstrichtungen: 1988 wurde ein Denkmal für Aborigines und Torres Strait Insulaner in der National Gallery of Australia in Canberra enthüllt. Es bestand aus 200 hohlen Baumstamm-Grabmalen, die im Rahmen der 200-Jahr-Feier der britischen Kolonisation Australiens und in Erinnerung an jene Aborigines errichtet wurden, die bei gewaltsamen Konflikten mit Siedlern starben. Im selben Jahr öffnete das neue Parliament House in Canberra mit einem 196 Quadratmeter großen Granitmosaik aus Pflastersteinen von Michael Nelson Jakamarra.
In den letzten Jahrzehnten sind in den Siedlungen der Aborigines zahlreiche Kunstzentren und Künstlerkooperationen entstanden, die die Herstellung und den Handel von Kunstwerken fördern, wie beispielsweise das Warburton-Kunstprojekt, die Kooperativen in Papunya, Kintore und zahlreiche andere. Diese Form der Herstellung von Kunstwerken ermöglicht es den Aborigines, durch eigene Kraft und ohne staatliche Hilfe zu leben. Trotz der Entfernung vieler Künstler von urbanen Siedlungen, der Armut und den Gesundheitsproblemen vieler Künstler, wird der Wert dieses schnell wachsenden Kunstgewerbes auf eine halbe Milliarde australischer Dollars geschätzt.
Einen anderen Weg der jüngeren Aborigines-Kunst, die sich in den Städten entwickelt hat, geht Richard Bell, der als Maler auch Performances entwirft oder Videos dreht, wobei er sich politisch mit dem Verhältnis von Weißen und Schwarzen auseinandersetzt. Er verbindet zwar traditionelle und moderne Kunst der Aborigines, schärft aber gesellschaftliche Widersprüche sowohl mit seinen Arbeiten als auch mit seinen Aussagen: „Aboriginal Art – das ist eine Sache der Weißen!“ […] „Ich will mein ganzes Land zurück…“

### Musik
Die traditionelle Musik gehört zur traditionellen Kunst Australiens, daher treffen auf sie dieselben Konzepte und Gesetze zu wie auf die bildende Kunst. Auch hier gibt es eine »innere« und eine »äußere« Ebene (s. o.). Die Musik ist im Besitz einer bestimmten Person oder einer Gruppe und transportiert u. a. Verpflichtungen und Inhalte der Stammesgesetze und dient der Kommunikation historischer oder mythologischer Geschichten oder Erlebnisse, die damit in Verbindung stehen. Die Musik ist darüber hinaus auch an geografische Gegebenheiten gebunden, die durch mythologische Ereignisse miteinander in Verbindung stehen („Songline“).
Das wichtigste musikalische Element der traditionellen australischen Musik sind dabei die Gesänge, die einzeln oder mit mehreren Beteiligten durchgeführt werden. Sie werden angeleitet von einem oder mehreren „Songmen“ oder „-women“, die Verantwortung für die korrekte rituelle Durchführung haben und Besitzer bzw. Hüter der jeweiligen Form oder des Inhaltes sind. Einzelne Lieder haben selten eine Länge von mehr als drei Minuten, sind jedoch oft eingebunden in längere Gesangszyklen (Zeremonien). Gesänge decken das gesamte Bedeutungsspektrum von persönlichen Erzählungen und Vergnügungsliedern bis hin zu hoch spirituellen Ritualen ab, die der Aufrechterhaltung der Totemidentität dienen.
Zu den Liedern wird gelegentlich auch der Rhythmus geklatscht, dabei auch mit den hohlen Händen auf ein Stück Fell (früher) oder ein Kleidungsstück (heute) im Schoß, oder auf das Gesäß.
Schlaginstrumente finden sich in Form der clap sticks (kurze Hartholzstöcke), die den Grundrhythmus angeben, aber auch Bumerangs werden dazu benutzt, die paarweise gegeneinander geschlagen werden.
Die nordaustralischen Aborigines, vor allem im Arnhemland und in den Kimberleys, spielen das Yidaki (Didgeridoo), ein Blasinstrument aus der Familie der Aerophone mit obertonreichem Klang und Tonlagen zwischen Tenor und Bass. Zumeist wird es aus dem Holz des von Termiten ausgehöhlten schwarzen oder gelben »Woolybutt« (Eucalyptus miniata) oder des »Stringybark« (Eucalyptus tetrodonta) gefertigt, der in den tropischen Gebieten vorkommt. Meist dient das Yidaki als Rhythmusinstrument für die Gesänge bei Zeremonien. Es wird traditionell nur selten als Soloinstrument eingesetzt, auch wenn den Touristen oft das Bild vermittelt wird, dass das Yidaki hauptsächlich dem Erzählen von Geschichten dient. Seit den 1960er Jahren hat sich die Verwendung dieses Instrumentes über Australien verbreitet und wird von vielen Aborigines auch außerhalb des Ursprungsgebietes als Symbol ihrer traditionellen Identität aufgefasst.
Im nördlichen Queensland wird für bestimmte rituelle Zwecke eine Trommel aus einem mit Tierhaut bespannten hohlen Eukalyptusstück gespielt (Ubar), die, ähnlich wie die Schlagstöcke, nur das Zeitmaß begleitet. Ihre Verwendung ist stark zurückgegangen.
Die Musik Gumleaf (Gummiblatt) wird mit einem einfachen Musikinstrument erzeugt. Es entstehen spezielle Töne, wie auch Vogelstimmen. Die Musiker führen dabei ein Eukalyptusblatt an den Mund und durch Luftstöße werden Töne erzeugt. Gumleaf ist traditionell eine Musik der Aborigines, aber es gibt seit der britischen Kolonisation auch Weiße, die diese Musik beherrschen und sich seit 1977 jährlich in einer australischen Meisterschaft miteinander messen. Bekannte Interpreten dieser Musikrichtung sind Herb Patten und Roseina Boston.
Gelegentlich ist der Gebrauch von Flöten oder Pfeifen aus hohlen Halmen dokumentiert, die aber keine musikalische Funktion erfüllen und eher Signalcharakter haben.
Das Bora-Bora (Schwirrholz oder Bull-Roarer) ist als Werkzeug spiritueller Wahrnehmungstechniken für Initiationen einzustufen.
Ein weiterer integraler Bestandteil traditioneller Musik ist der Tanz. Einzelne Tänzer oder Gruppen versinnbildlichen mit ihren Bewegungsmustern die mit den Gesängen vermittelten Inhalte. Dabei stehen Tänzer und Musiker in ständigem Kontakt, die Musik liefert ganz bestimmte Schlüsselsignale für bestimmte Tanzschritte und dynamische Entwicklungen.
Die Musik der Aborigines ist nicht nur auf überlieferte Musik und die Verwendung traditioneller Musikinstrumente beschränkt: Der Aborigine-Rock in Australien begann mit der Band Yothu Yindi, die sich 1986 gründete und mit dem politischen Song Homeland Movement bekannt wurde, der sich der Zwangswegnahme tausender Aborigine-Kinder von ihren Eltern widmet. Der Song erreichte nicht nur bei den Aborigines große Bekanntheit. Archie Roach gewann mehrere Preise dafür und erhielt als Auszeichnung für den Verkaufserfolg eine Goldene Schallplatte.
Die Band hatte 1992 mit Treaty über Australien hinaus Erfolg und kombinierte erfolgreich das Didgeridoo mit modernen Instrumenten. In dieser Band spielen Aborigines und Australier europäischer Abstammung. Sie spielen alte und moderne Musik, aber auch Pop und Rock. In Deutschland sind sie unter anderem durch ihre Zusammenarbeit mit Peter Maffay auf dessen Album bekannt.
Bekannt ist auch die Warumpi Band, die Hip-Hop und Rap verbindet.

### Film
Die Filmindustrie wendet sich in Form von Dokumentar- und Spielfilmen dem Thema Aborigines zu.
Der Film Australian Rules von Paul Goldman aus dem Jahr 2002, der auf der autobiografieähnlichen Novelle Deadly Unna von Phillip Gwynne basiert, verarbeitet das Thema Rassismus und Sport. Er zeigt die Erfahrung von zwei befreundeten 16-jährigen footballspielenden australischen Jungen. Gary Black (Nathan Phillips), ein Weißer, und Dumby Red (Luke Carroll), ein Aborigine und erfolgreicher Footballspieler eines Fischerdorfs, erleben den latenten Rassismus der Dorfbevölkerung. Dieser bricht aus, als mehr als die Hälfte der Fußballmannschaft des Dorfes Aborigines sind und diese Mannschaft einen Preis gewinnt. In der daraus folgenden gewaltsamen Auseinandersetzung wird der junge Aborigine ermordet.
Richard J. Frankland, ein Aborigine vom Stamm der Gunditjmara, war Sänger und Liedermacher, Autor und Regisseur. Er drehte nach seinen Erfahrungen als Mitglied der Royal Commission into Aboriginal Deaths im Jahr 1966 den preisgekrönten Dokumentarfilm Who killed Malcolm Smith, einen Film über die hohe Selbstmordrate der Aborigines. Weitere Filme von ihm, die sich mit dem Leben der Aborigines befassen, sind: Clanging Doors (1991), Songlines (1993), No Way To Forget (1996) und Harry’s War (1999).
Der Regisseur Wayne Blair drehte den Film The Djarn Djarns, der 2005 auf der Berlinale den Kinderkurzfilmpreis erhielt. Der Film erzählt die Geschichte eines elf Jahre alten Jungen, eines Tänzers, der in seiner Tanzgruppe von Aborigines den Todestag seines Vaters verarbeitet.
Im Jahr 2006 entstand der Film 10 Kanus, 150 Speere und 3 Frauen, der in der Umgebung und in der Gemeinschaft vom Ramingining unter Beteiligung einiger Künstler aus Ramingining gedreht wurde. Die Bedeutung dieses Films liegt darin, dass er die Kulturregion und das dortige Aborigine-Leben am Rande des Arnhemlands ins Licht der internationalen Öffentlichkeit brachte. Er erhielt einen Kritikerpreis auf dem Filmfestival in Cannes. Regie führte der australische Dokumentarfilmer Rolf de Heer. Der Film wurde vorrangig in der australischen Sprache Ganalbingu gedreht.
Der Film Long Walk Home (Rabbit-Proof Fence), der 2002 erschien, behandelt das Schicksal von drei Kindern aus Mischehen, die aufgrund gesetzlicher Vorgaben ihrer Mutter weggenommen und in ein Erziehungsheim gebracht wurden. Sie laufen von dort weg und machen auf ihrer Rückreise Erfahrungen mit Rassismus.
Der Kinofilm Walkabout aus dem Jahr 1971 wurde von Nicolas Roeg gedreht. Er basiert auf dem 1959 erschienenen Roman Die Kinder (orig. The Children, später unter dem Titel Walkabout) von James Vance Marshall. Darin begegnen zwei Kinder einem jungen Aborigene, der sich auf dem Walkabout befindet, einem Initiationsritual, bei dem der Dreizehnjährige sich auf seinen Traumpfad begibt und längere Zeit allein bleiben und für sich selbst sorgen muss. Die Begegnung mit den Menschen der fremden Kultur wirkt auf den Aborigine tödlich, er begeht Selbstmord.

### Tanz, Theater und Musical
Tanz, Gesang, Zeremonien und Initiationen sind bei zahlreichen Aboriginevölker seit jeher ein Bestandteil ihres traditionellen und kulturellen Lebens. Beispielsweise lernen die Tiwis, die auf den Tiwi-Inseln vor Darwin leben, den Tanz mit ihren Totems von ihrer Mutter, und die Tanzthemen wechseln nach Anlässen. Einige Tänze entstehen aber auch spontan und drücken die Emotionen der Tänzer aus, oder sie entsprechen ihren Zeremonien. In den Tänzen und Gesängen der Tiwi finden sich auch die Erlebnisse des Zweiten Weltkriegs, wie die Bombenangriffe auf Darwin, wieder. Gesang ist stets mit ihrem Tanz verbunden und es werden laufend neue Songs beim Tanzen kreiert, wobei sie dabei ihren Körper mit Ocker bemalen. Die Körperbemalungen der Tiwis finden sich als Muster auf ihren Kunstwerken wieder.
A Bran Nue Dae (1991) war das erste Musical, das ein Aborigine komponierte. Es zeigt in der Form einer Rockoper den Aborigine-Jungen Willy während einer Reise von Perth in seine Heimat bei seiner Suche nach sich selbst, nach Zuneigung und Geborgenheit. Es ist die autobiografische Erzählung von Jimmy Chi, der in Broome aufwuchs und den seine Mutter in eine katholische Missionsstation nach Perth schickte. Nach einem Autounfall wurde er zunächst in die Psychiatrie überwiesen; als er diese verließ, ging er nach Broome zurück und brachte sich selbst das Musizieren sowie das Liederschreiben bei. Das Musical wurde mehrfach ausgezeichnet, wie beispielsweise mit dem Sidney Myer Performing Arts Awards und Western Australian Premier’s Book Awards. Das Musical wurde später verfilmt.
Seit den frühen 1990er Jahren gründeten Aborigines erfolgreiche Tanztheater, die ein kulturelles Bindeglied zwischen den Aborigines und der weißen Bevölkerung Australiens bildeten. Das Bangarra Dance Theatre (Bangarra heißt Feuermachen in der Sprache der Wiradjuri) ist ein Tanztheater, das 1989 von Carole Johnson gegründet wurde und durch seine Aborigine-Tanzaufführungen im Ausland, vor allem in den USA und Großbritannien bekannt ist. Es trat bei der Eröffnungs- und Schlussfeier der Olympischen Spiele 2000 in Sydney auf. Das Chunky Move ist ein Aborigine-Tanztheater aus Southbank in Victoria, das 1995 gegründet wurde und nicht nur in Australien, sondern auch in Asien, Europa, den USA und Kanada aufgetreten ist.
Das Theaterstück Stolen Generations, das von Jane Harrison geschrieben und 1998 in Australien uraufgeführt wurde, befasst sich mit dem Schicksal von fünf Aboriginekindern, die ihren Müttern weggenommen wurden. Es wurde in Asien und in den USA aufgeführt und lässt das Erlebnis der Zwangsentfernung der meist „halbblütigen“ Aboriginekinder nachvollziehen. Ein weiteres Theaterstück von Jane Harrison, Rainbow’s End, das 2005 in Melbourne aufgeführt wurde, befasst sich mit dem Leben von drei Aboriginefrauen, die in den 1950er Jahren gegen Rassismus in einer Kleinstadt und um ihren Unterhalt kämpfen.

## Sport

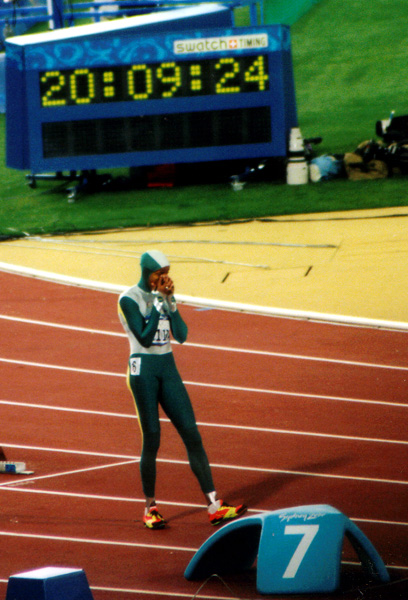
Olympiasiegerin Cathy Freeman im Jahr 2000 in Sydney

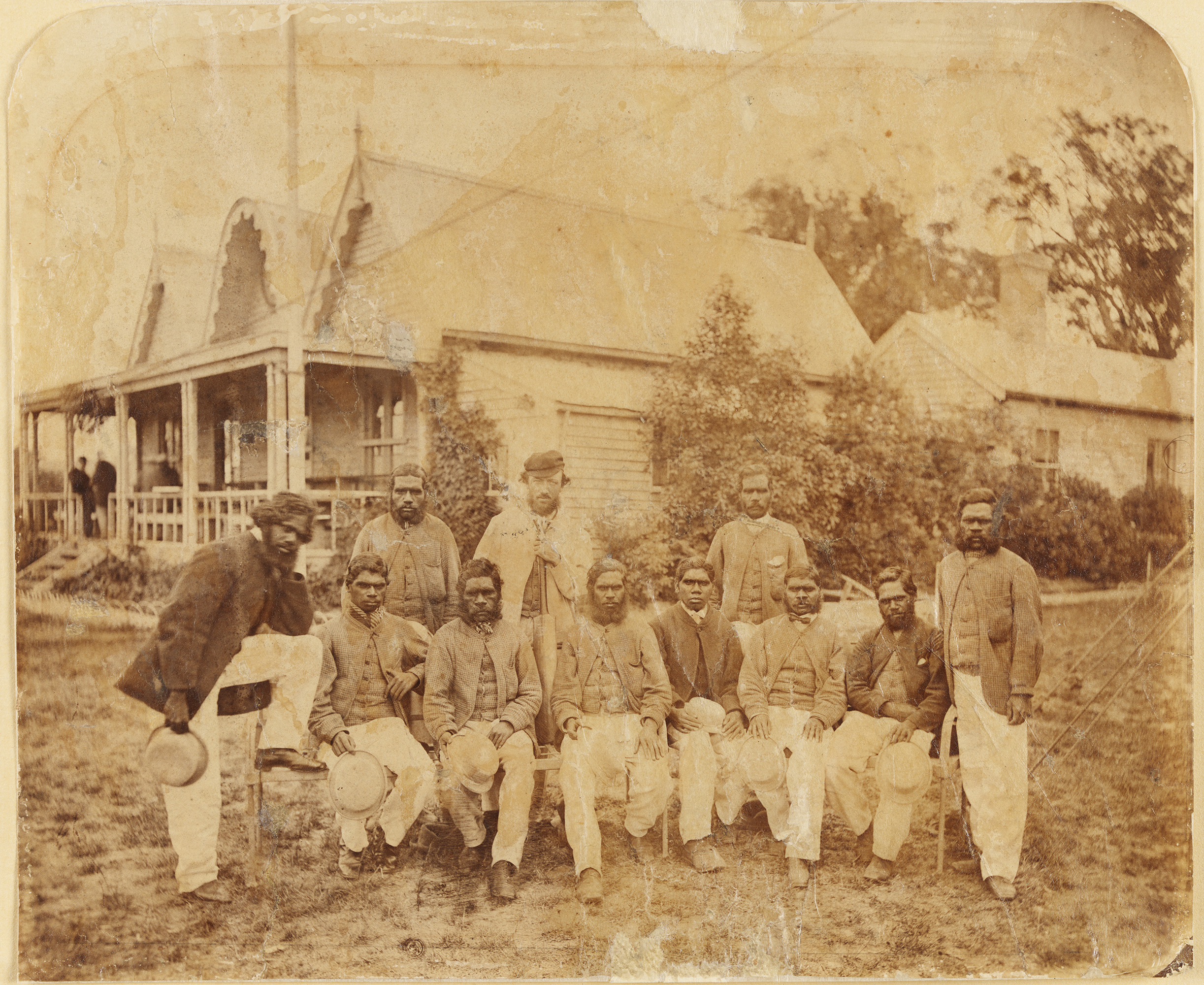
Cricketmannschaft (1867), nur aus Aborigines bestehend

Die Beteiligung der Aborigines am Sport geht bis ins 19. Jahrhundert zurück. Die sportlichen Aktivitäten begannen im englischen Cricket und setzen sich in der Leichtathletik und im Australian Football fort. Einzelne Sportler gelangten zu nationaler Popularität und konnten emanzipatorische Inhalte transportieren.
Weltweite Aufmerksamkeit für die Probleme der Aborigines erzielte im Jahr 2000 Cathy Freeman mit dem Gewinn der Goldmedaille im 400-Meter-Lauf der Frauen bei den Olympischen Spielen in Sydney, insbesondere da sie nicht nur die Australische Flagge, sondern auch die Flagge der Aborigines im Stadion zeigte, obwohl eigentlich nur das Zeigen von Nationalflaggen erlaubt ist.
Nova Peris, die bereits 1996 im Hockey als erste Aborigine olympisches Gold gewonnen und bei den Commonwealth Games 1998 in zwei Leichtathletikdisziplinen gesiegt hatte, wurde 2013 für das Northern Territory in den australischen Senat gewählt.
Eine weitere öffentlich erfolgreiche Aktivität führte der Australian-Rules-Footballspieler Michael Long im Jahr 2004 durch, als er einen Marsch von Melbourne nach Canberra begann, um den Premierminister Howard zur Rede zu stellen. Dieser hatte das Leid der Stolen Generation mehrmals geleugnet. Long erreichte unter anderem aufgrund der großen Publizität, dass sich der Premierminister einer Aussprache stellte.
David Kantilla, in seiner Sprache auch Amparralamtua genannt, war 1961 der erste „Vollblut-Aborigine“, der in einer der höchsten Football-Liga (SANFL) in South Australia spielte. Er stammte vom Volk der Tiwi ab.
Lionel Rose vom Stamm der Gunditjmara gewann als erster Aborigine 1968 einen Weltmeistertitel im Boxen; im selben Jahr erhielt er die Auszeichnung Australian of the Year, was ihm zu weiterer Popularität verhalf. 1985 wurde er in die Sport Australia Hall of Fame aufgenommen.
Es dauerte bis ins Frühjahr 2008, bis Jade North als erster Aborigine in einem Freundschaftsspiel der australischen Fußballnationalmannschaft gegen Singapur die Kapitänsbinde trug.
Evonne Goolagong, eine Aborigine-Frau, war eine der erfolgreichsten australischen Tennisspielerinnen überhaupt. Sie gewann viermal die Australian Open, zweimal die Wimbledon Championships und einmal die French Open.
Adam Goodes, ein landesbekannter Footballspieler, der die gesellschaftlichen Diskriminierungen öffentlich thematisierte, wird seit 2013 bei Auswärtsspielen regelmäßig rassistisch beleidigt.

## Medien
Seit 2007 betreiben die Aborigines einen eigenen Fernsehsender, NITV. Er sendet nonstop und lässt die Ureinwohner selbst über sich berichten, um Klischees entgegenzuwirken und auch positive Entwicklungen zu zeigen.